# Buntsandstein-Odenwald

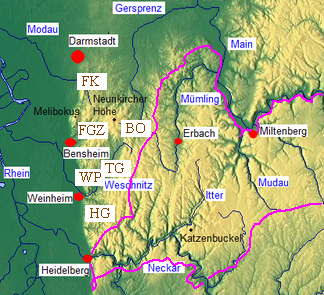
Buntsandstein-Odenwald (Pinklinie und Weiterführung außerhalb der Karte zwischen Wertheim-Külsheim-Erfa/Schnitt am rechten Rand) und geologische Formationen des Kristallinen Odenwaldes: Flasergranitoidzone (FGZ), Trommgranit (TG), Weschnitzpluton (WP), Heidelberger Granit (HG), Böllsteiner Odenwald (BO), Frankenstein-Komplex (FK)

Als Buntsandstein-Odenwald oder Sandstein-Odenwald wird der östliche, hochflächenartige Teil der Mittelgebirgslandschaft des Odenwaldes bezeichnet. Er besteht aus den triassischen, festländisch abgelagerten Sandsteinen des Buntsandsteins und grenzt im Westen an den Kristallinen Odenwald, im Nordosten – durch den Main getrennt – an den Spessart, im Osten und Süden an die Muschelkalkformationen des Baulandes und des Kraichgaus. Er repräsentiert die geologische Entwicklung der Region ca. 40–45 Millionen Jahre nach Ende der Variszischen Gebirgsbildung (siehe dazu auch → Geologie des Odenwaldes).

## Buntsandsteine des Odenwaldes

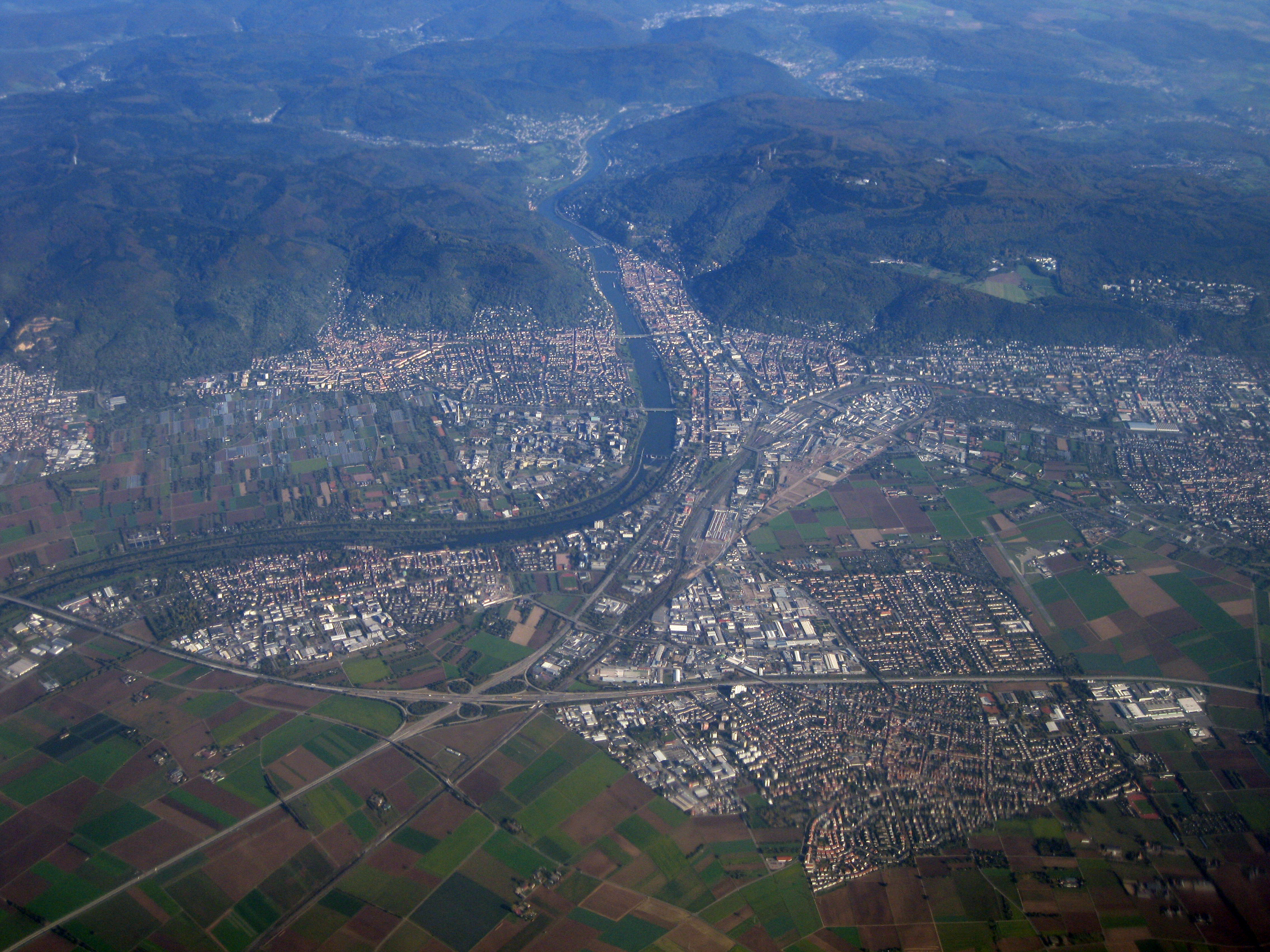
Die Heidelberger Region wird geologisch geprägt durch die Buntsandsteinstufen des Gaisbergs und des Königstuhls, rechts auf dem Luftbild (dahinter der Kleine Odenwald und das Elsenztal bei Neckargemünd). Am nördlichen Neckarufer sieht man im Vordergrund den Heiligenberg und die – im Bild nach oben folgenden – durch das Maus- bzw. Bärenbach- (bei Ziegelhausen) und das Steinachtal (bei Neckarsteinach) unterbrochenen Bergzüge. Der Neckar durchschnitt die Buntsandsteinstufe und legte an den unteren Hängen teilweise den Granitunterbau frei.

Die Odenwälder Sandsteine sind Teil der Südwestdeutschen Stufenlandschaft, die auch den Sandstein im Spessart und in der Südrhön umfasst. Die Schichtstufen setzen sich westlich, unterbrochen durch den Oberrheingraben, im Pfälzerwald fort und nordöstlich in einem Bogen bis zum Solling im Weserbergland. Die Abgrenzung der Hochflächen-Formationen ist im Odenwald geomorphologisch nur zum Teil sichtbar, etwa am Rheingrabenhang nördlich und südlich Heidelbergs, am Rand zum nördlichen Senkungsgebiet der Untermainebene. Im Osten zeigt sich die Grenze als Stufe östlich des kristallinen Grundgebirges im Gersprenz- bzw. Ulfenbachtal, d. h. gegenüber dem Böllsteiner Odenwald, Trommgranit und Heidelberger Granit. Hier findet man Unterschiede von ca. 40–100 m gegenüber den westlich liegenden Granitoid-Höhen, abgesehen von den Gebieten um die Böllsteiner Höhe (416 m ü. NN) und das Trommgranitzentrum zwischen Wagenberg und Tromm (535–577 m ü. NN), die als Härtlingszonen herauspräpariert die östliche Buntsandsteinkette überragen oder doch wenigstens auf demselben Niveau liegen (Bilder s. u.). Dagegen nimmt man die Gesteinsunterschiede in beiden Übergangszonen zum Muschelkalk im flächigen, absinkenden Landschaftsbild kaum wahr, weder östlich zum Bauland entlang der südlich-südwestlichen Linie Wertheim am Main – Külsheim – Walldürn – Buchen – Neckar westlich von Mosbach noch südlich zum Kraichgau im Kleinen Odenwald längs der Linie Aglasterhausen – Schwarzach – Schönbrunn – Neckargemünd – Rohrbach.
Die durchschnittlich 250 Millionen Jahre alten mesozoischen Sandsteine sind Verwitterungsmaterialien des variszischen Gebirges, die sich durch Druck der darüber lagernden Schichten zu Gesteinen verfestigt haben. Backhaus setzt als Ablagerungszeit ca. 15 Millionen Jahre an, neue geochronische Zuordnungen etwa 10 Millionen Jahre, sie datieren die Ablagerung der Buntsandsteine auf die Zeit von vor 253 bis vor 243 Millionen Jahren.
Je nach Ausgangsmaterial ist das Gestein mineralogisch verschieden zusammengesetzt. Wegen der Beimischungen z. B. von Eisen- oder Manganmineralien zeigt es meistens Rotfärbung oder eine gelblich bis braunschwarze Bänderung (Tigersandstein). Aber es gibt auch ausgebleichte, weiße Varianten, wie sie in Steinbrüchen südlich der Spreng im Hollerwald südöstlich von Ober-Kainsbach aufgeschlossen sind ( → Geopark Lehrpfad: „Erz und schwerer Spat“). Hier wurden die Eisenminerale hydrothermal, also durch eindringende heiße Wässer gelöst und ausgewaschen.
Die Buntsandsteine unterscheiden sich nach Ablagerungsgeschichte ( → Sedimentationsgeschichte und tektonische Prozesse) und nach Materialzusammensetzung, sie werden in der Fachliteratur in Unteren- (su), Mittleren- (sm) und Oberen Sandstein (so) eingeteilt.

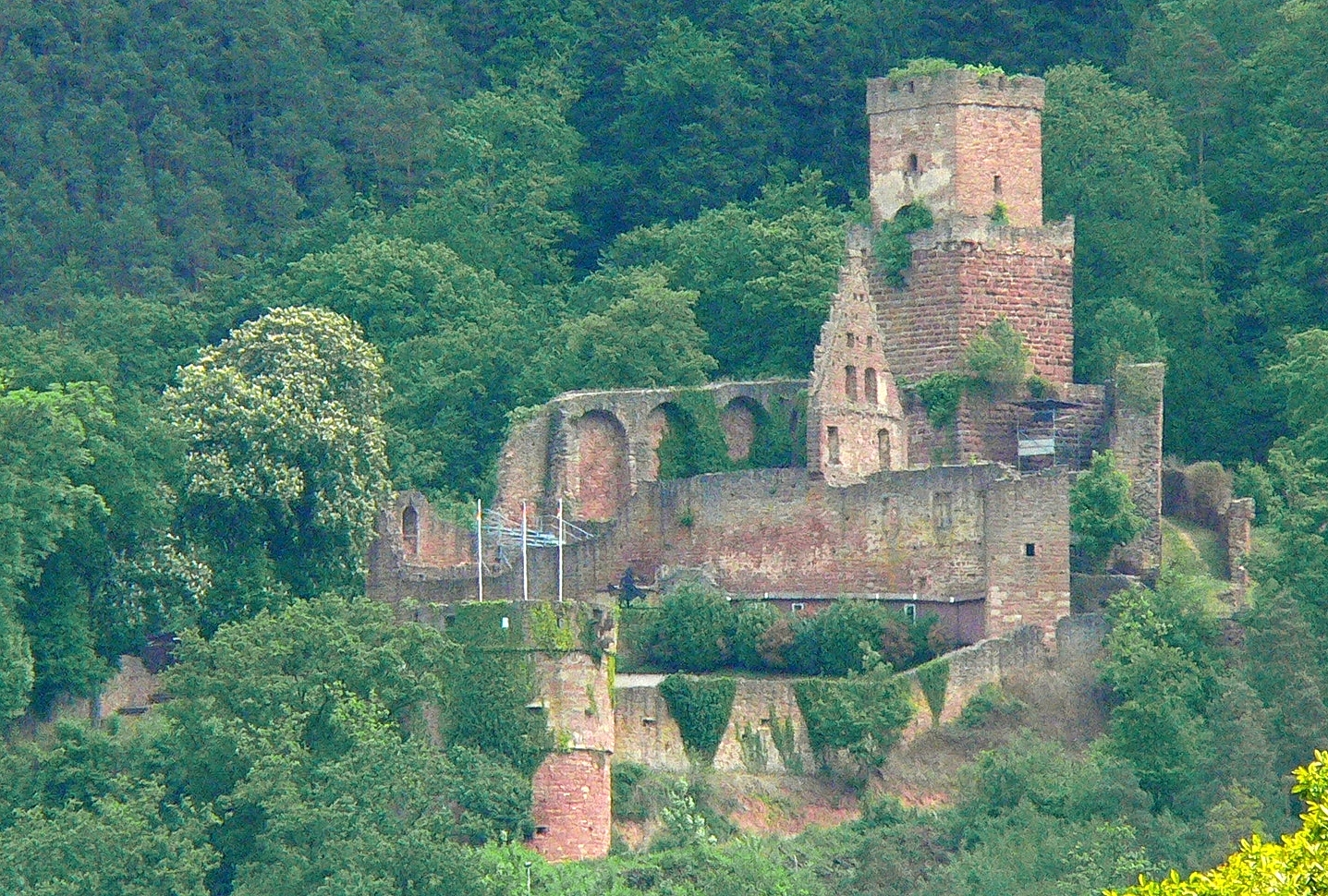
Freudenburg bei Freudenberg am Main
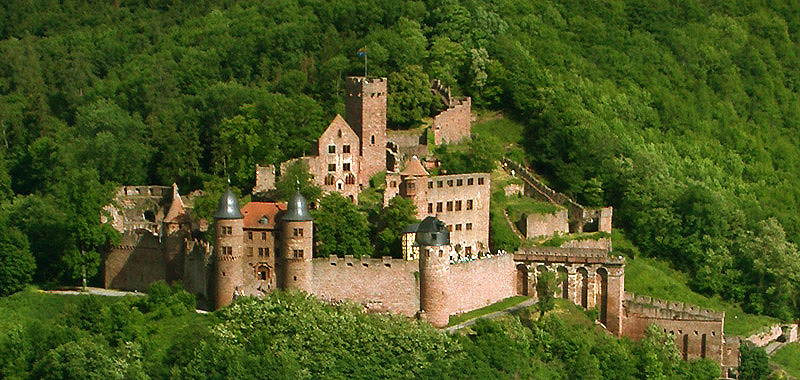
Burg Wertheim am Main
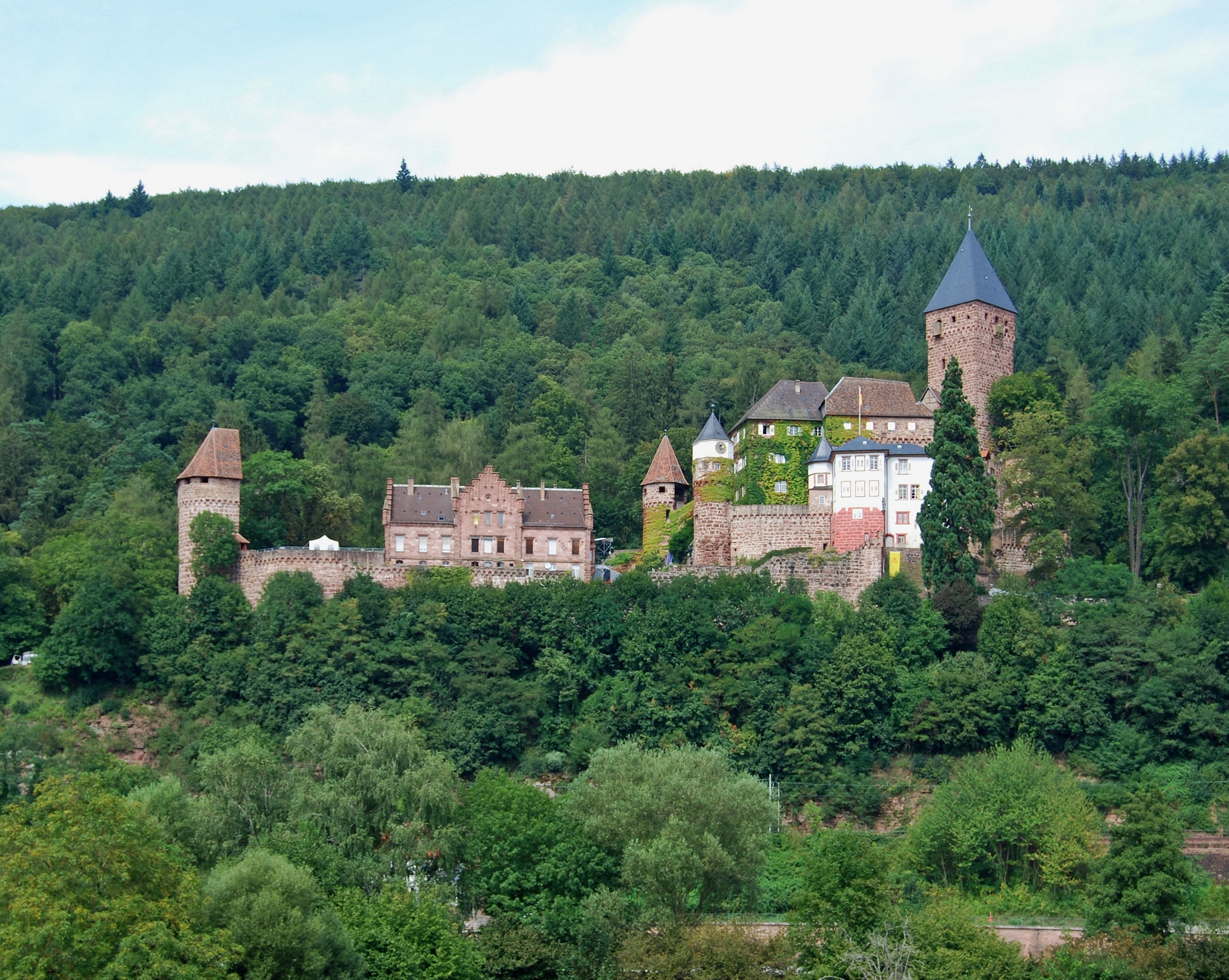
Zwingenburg bei Zwingenberg am Neckar
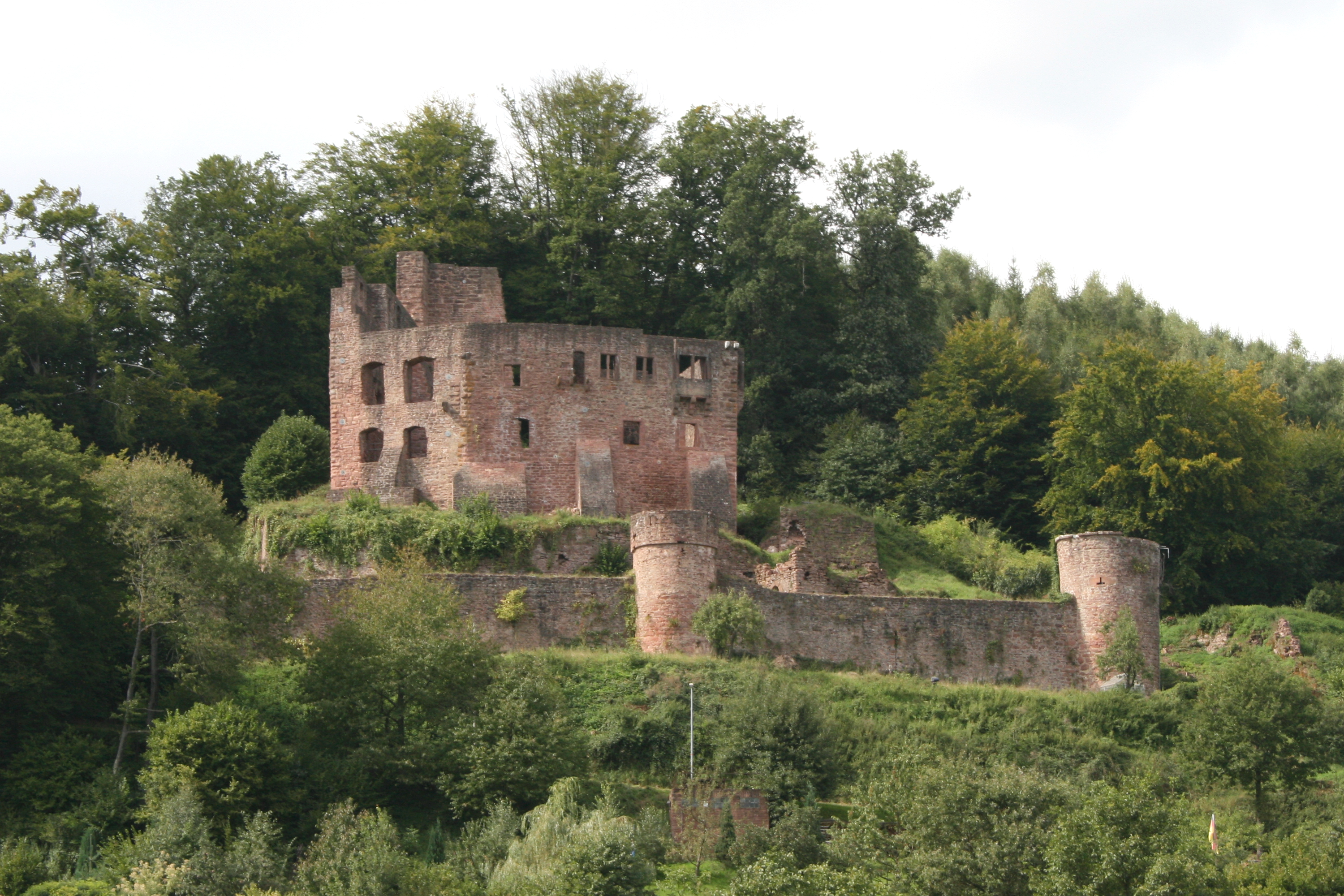
Ruine Freienstein am westlichen Berghang des Gammelsbachtals.
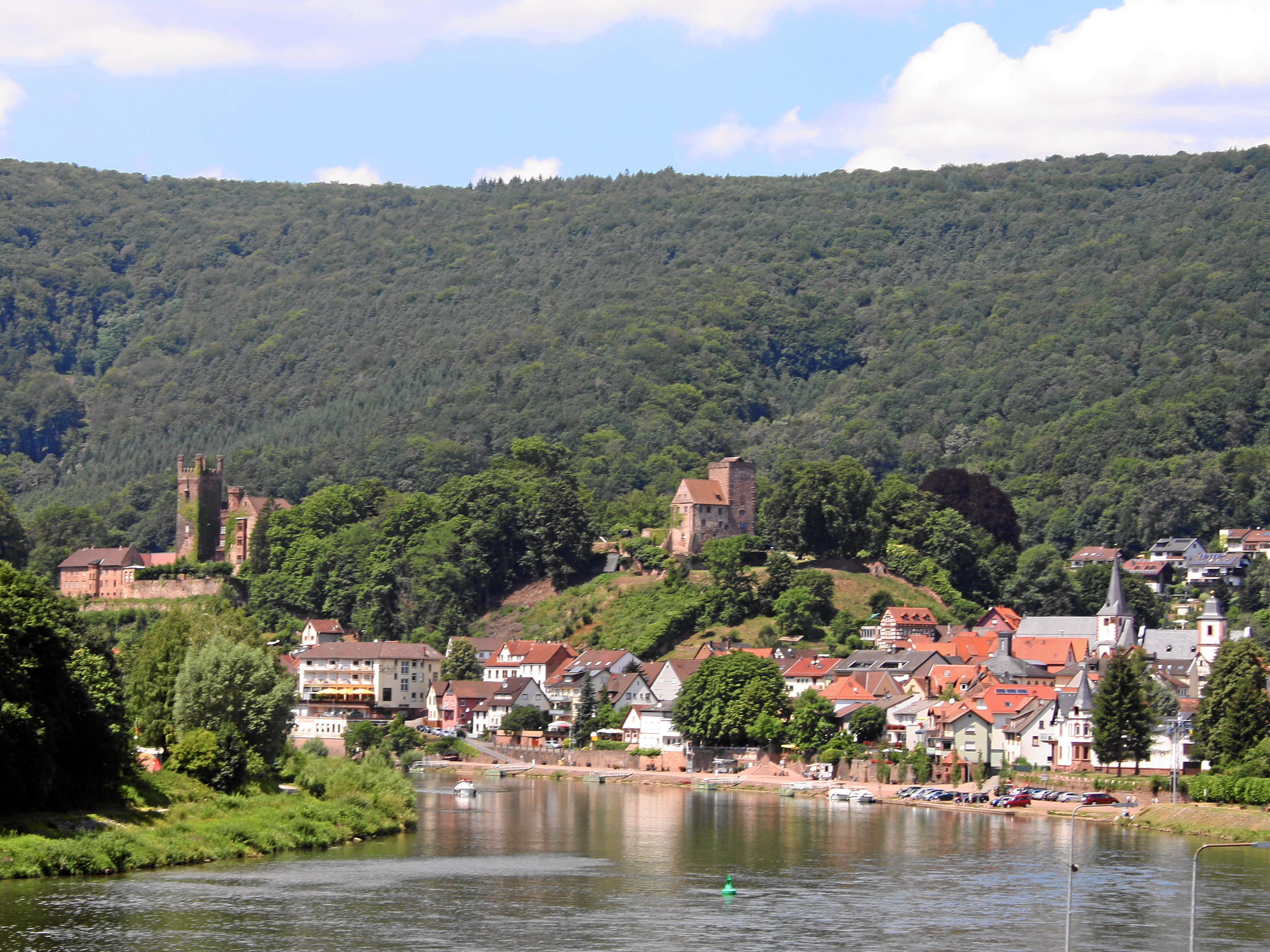
Neckarsteinach, von Süden aus, mit der mittelalterlichen Mittelburg (links) und Vorderburg.

Buntsandsteinformationen sind im heutigen Landschaftsbild in durch Erosion entstandenen Klippen und zahlreichen ehemaligen Steinbrüchen (z. B. im Ulfenbachtal bei Grasellenbach, im Steinachtal an der Stiefelhütte bei Unter-Abtsteinach, in Olfen westlich Beerfeldens) aufgeschlossen, in denen Bausteine gebrochen wurden. Vor allem im Neckar- (Heidelberger Schloss, Burgen bei Neckarsteinach, Hirschhorn, Zwingenberg) und Maintal (Wertheim, Freudenburg) findet die geologische Formation in den Burgen eine kulturelle Fortsetzung: Das Baumaterial stammt meist aus dem benachbarten Gelände und wurde bei der Anlage des Halsgrabens gewonnen.

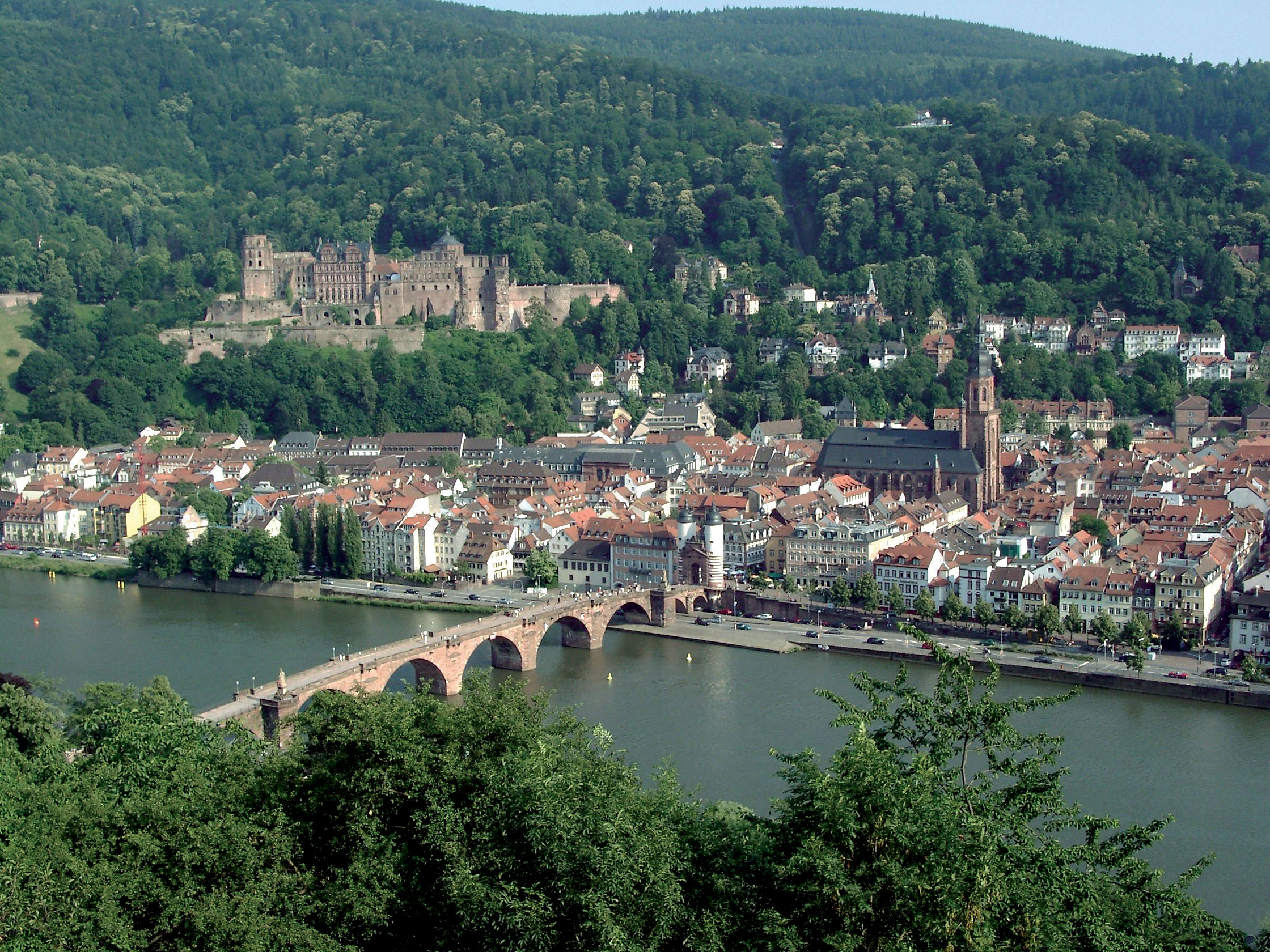
Heidelberger Altstadt mit Schloss, Heiliggeistkirche und Alter Neckarbrücke.
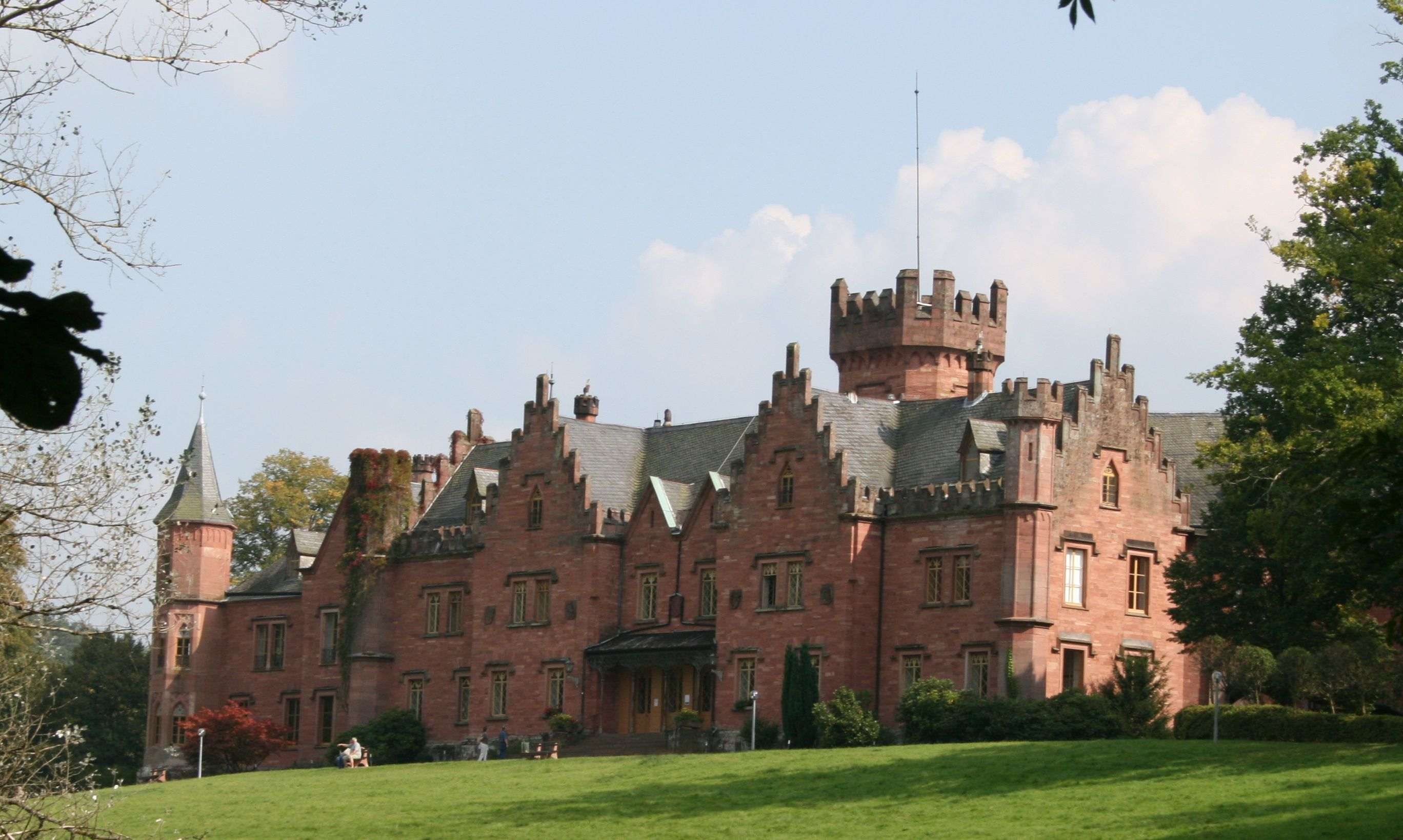
Schloss Waldleinigen südlich Hesselbachs
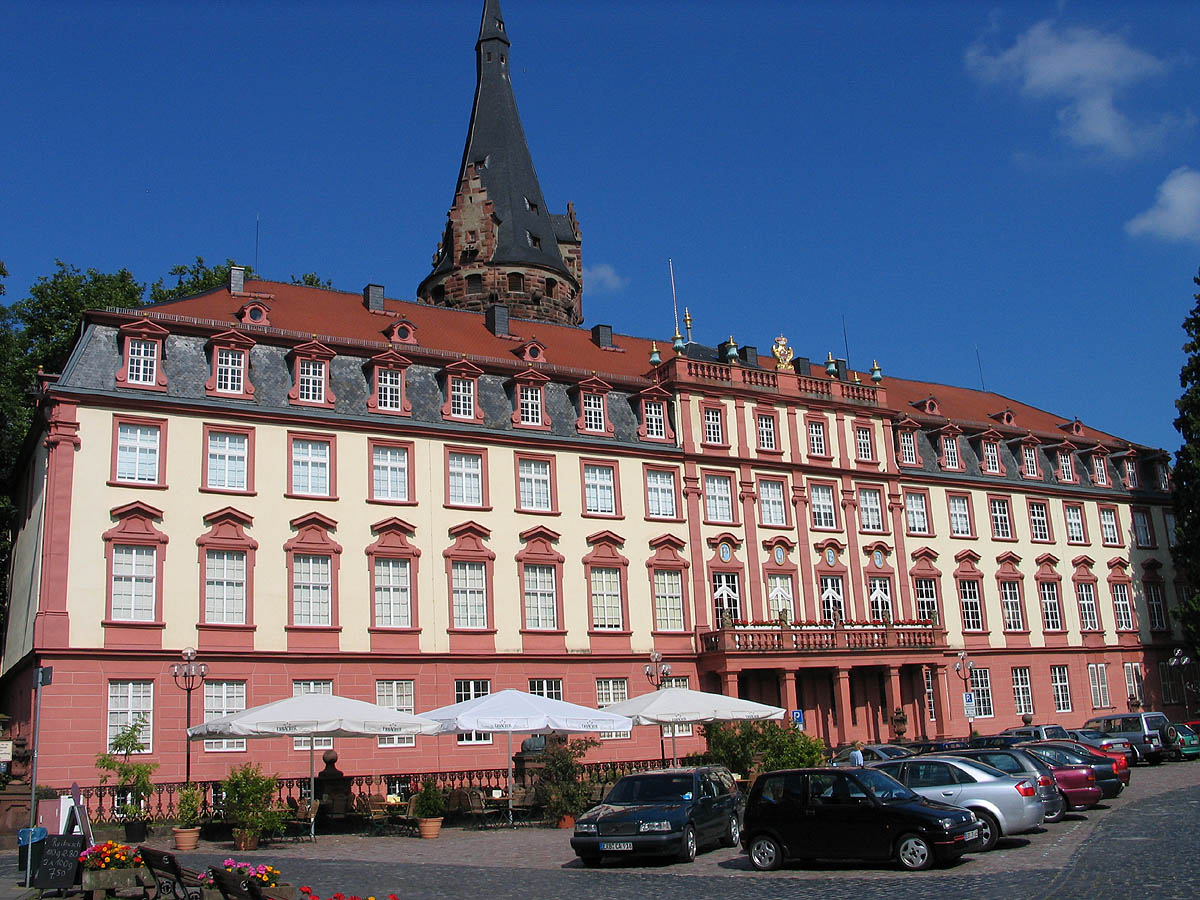
Schloss Erbach
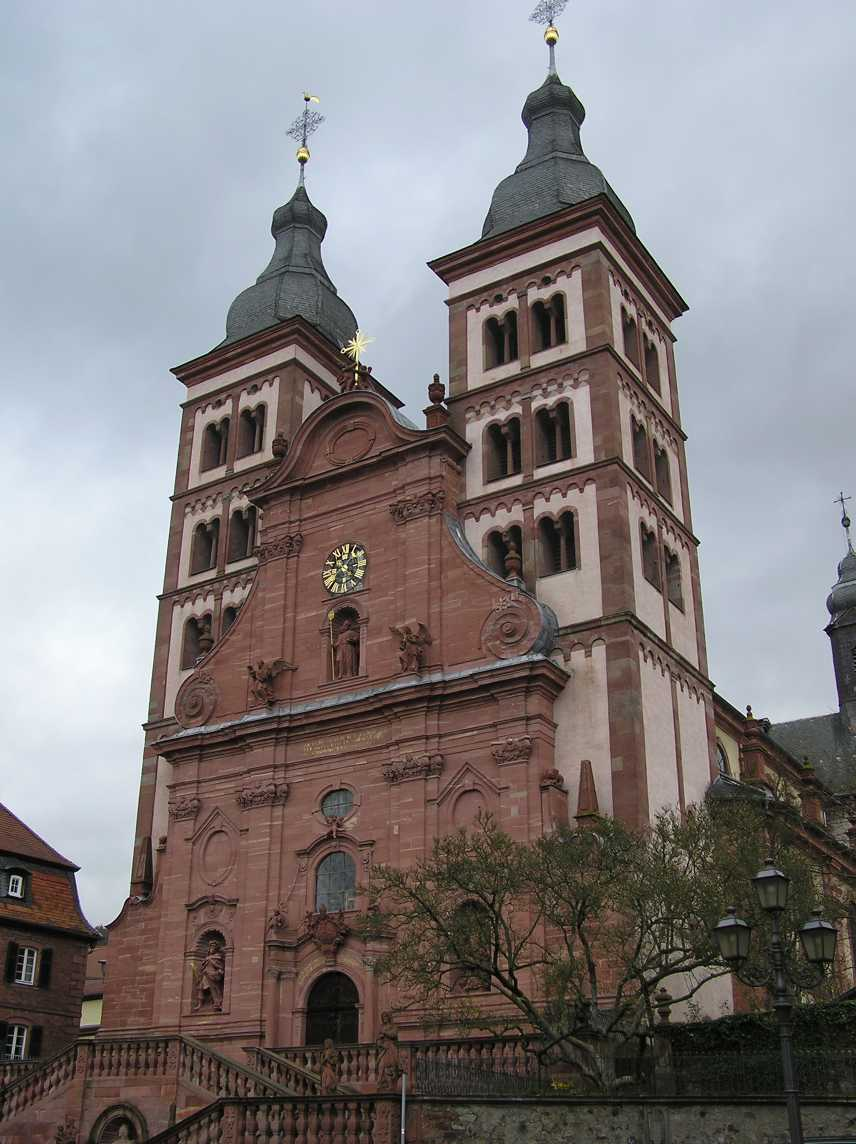
Fassade der Klosterkirche in Amorbach
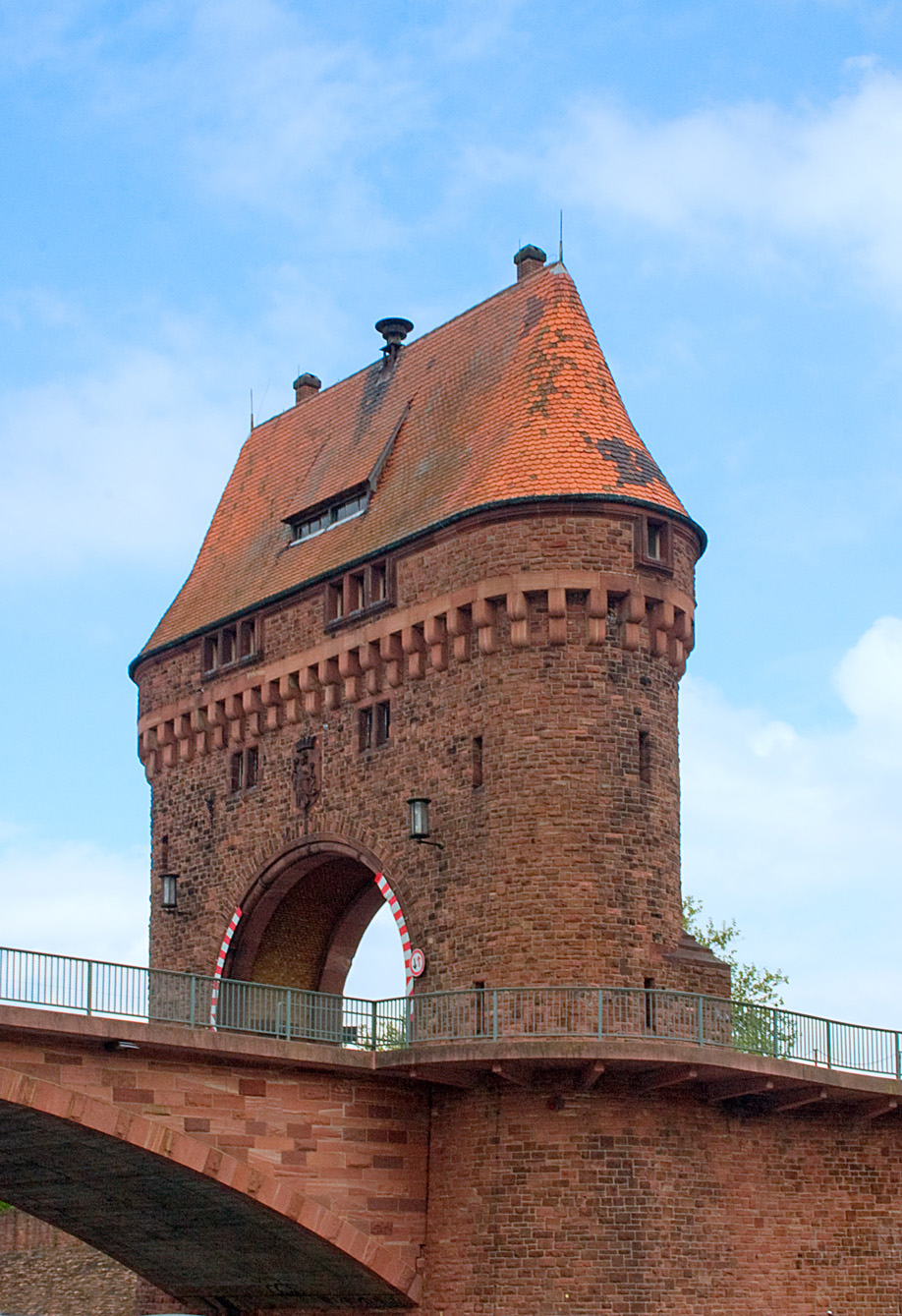
Main-Brückentor in Miltenberg

Der Mittlere Buntsandstein wird wegen seiner leichten Spaltbarkeit und Konsistenz als Baumaterial vorwiegend für Kirchen, Burgen, Schlösser, Rathäuser, Schulen, Brunnen, Brücken, Bildstöcke, Schmuckornamente, Fenster- und Türrahmen vieler Gebäude verwendet, aber auch für historische Einrichtungen der Justiz (Pranger in Erbach, Galgen bei Beerfelden).

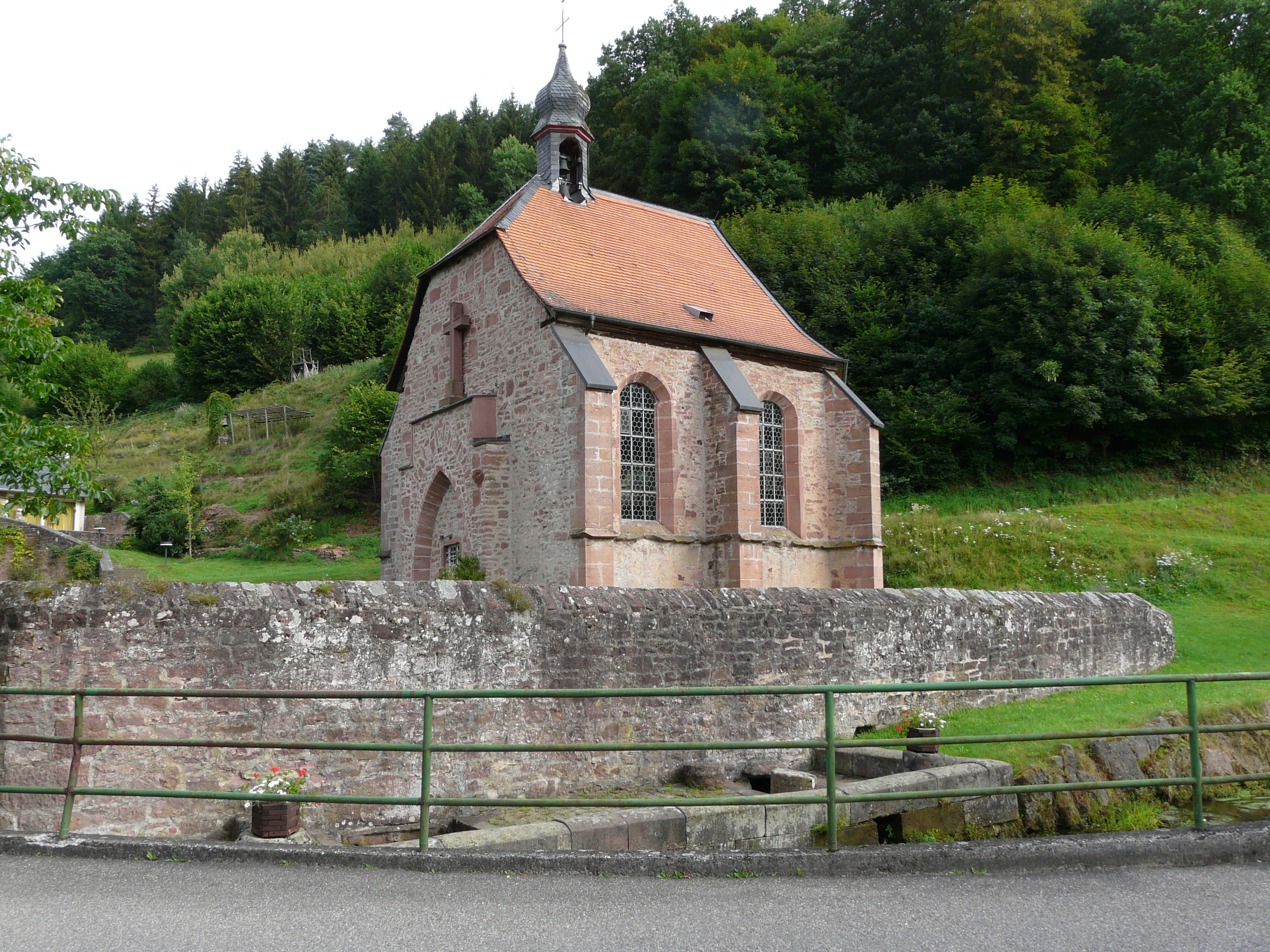
Quellkirche in Schöllenbach
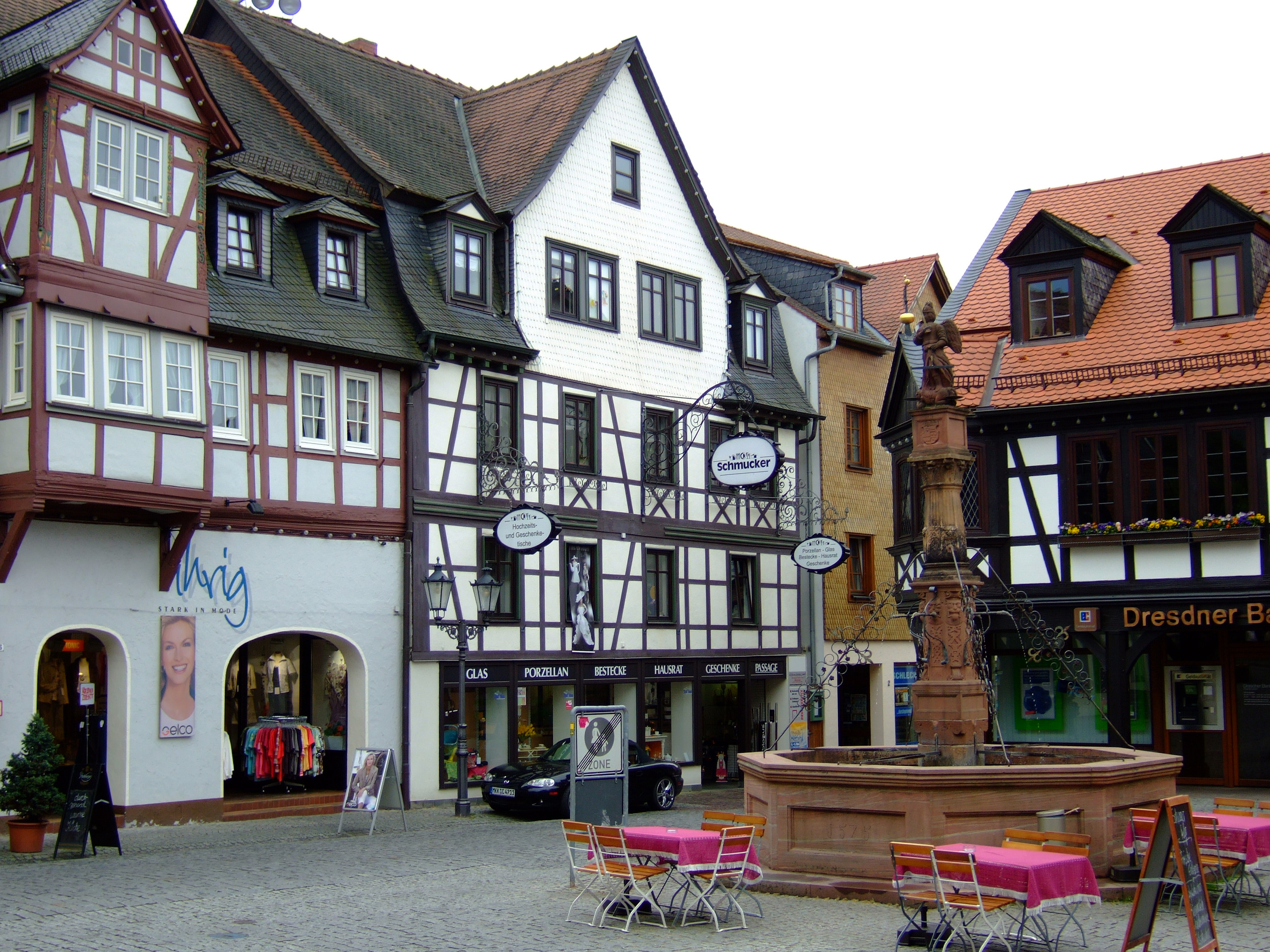
Marktbrunnen in Michelstadt
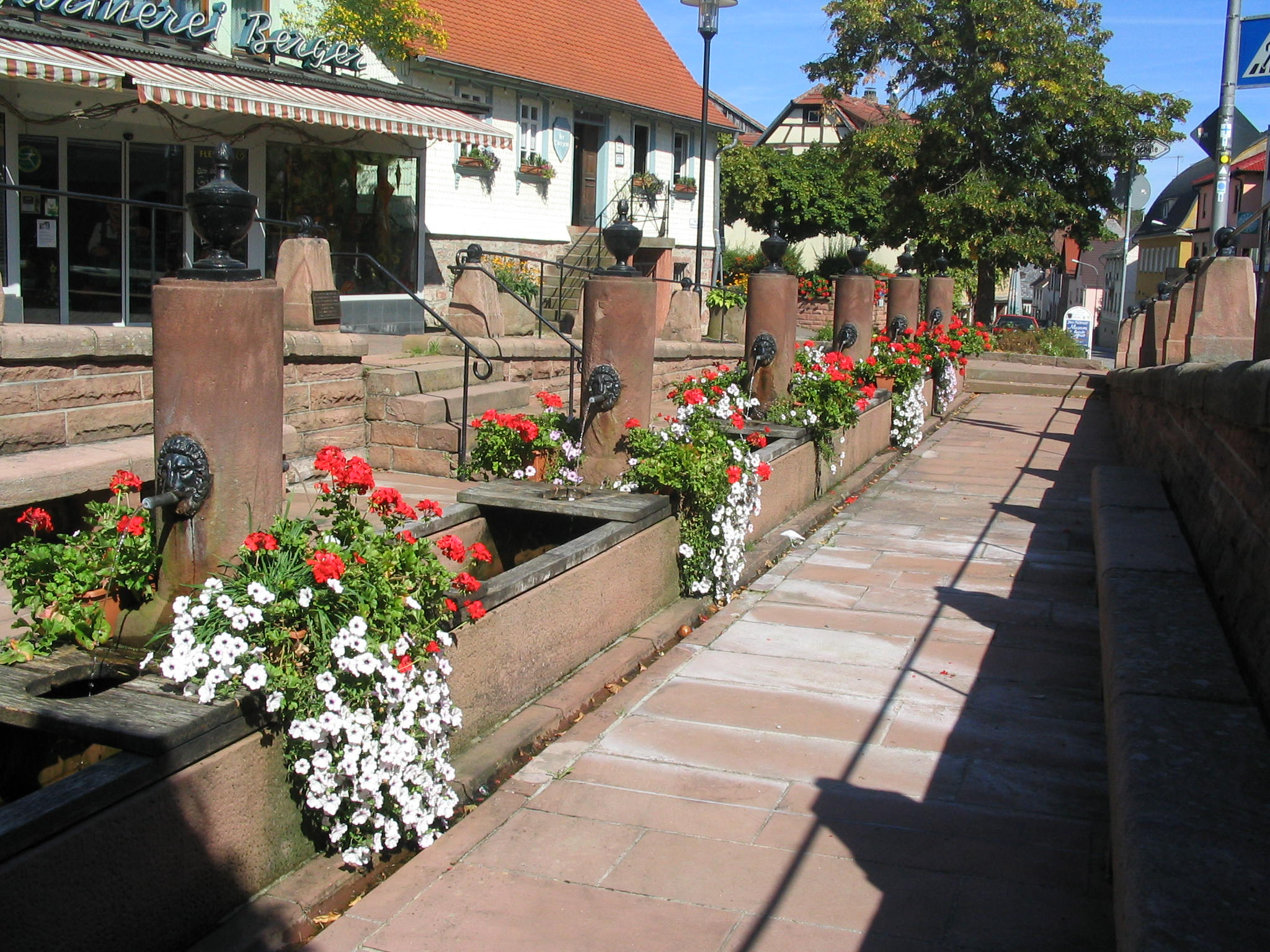
Der Zwölf-Röhren-Brunnen (Mümlingquelle) in Beerfelden
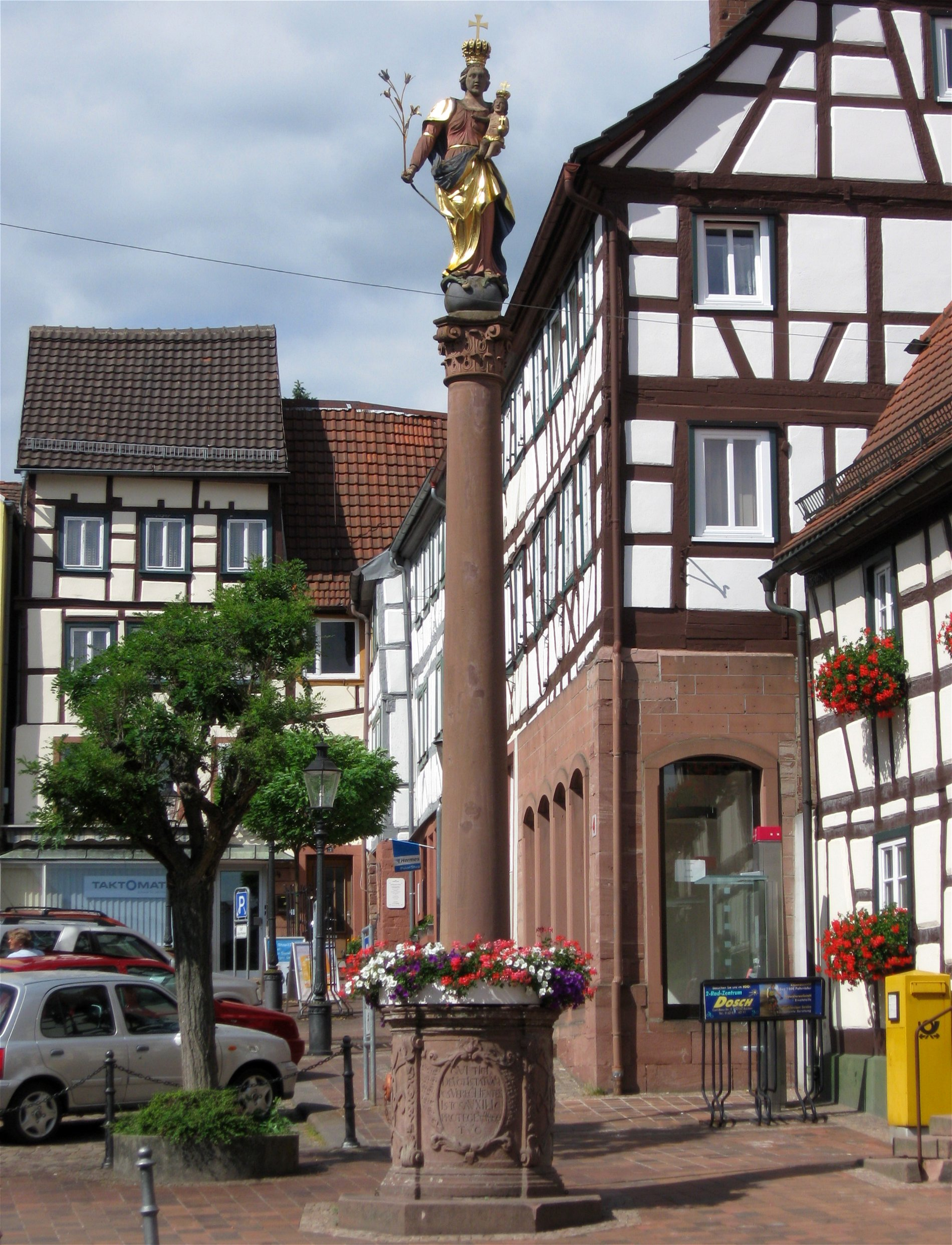
Mariensäule in Buchen
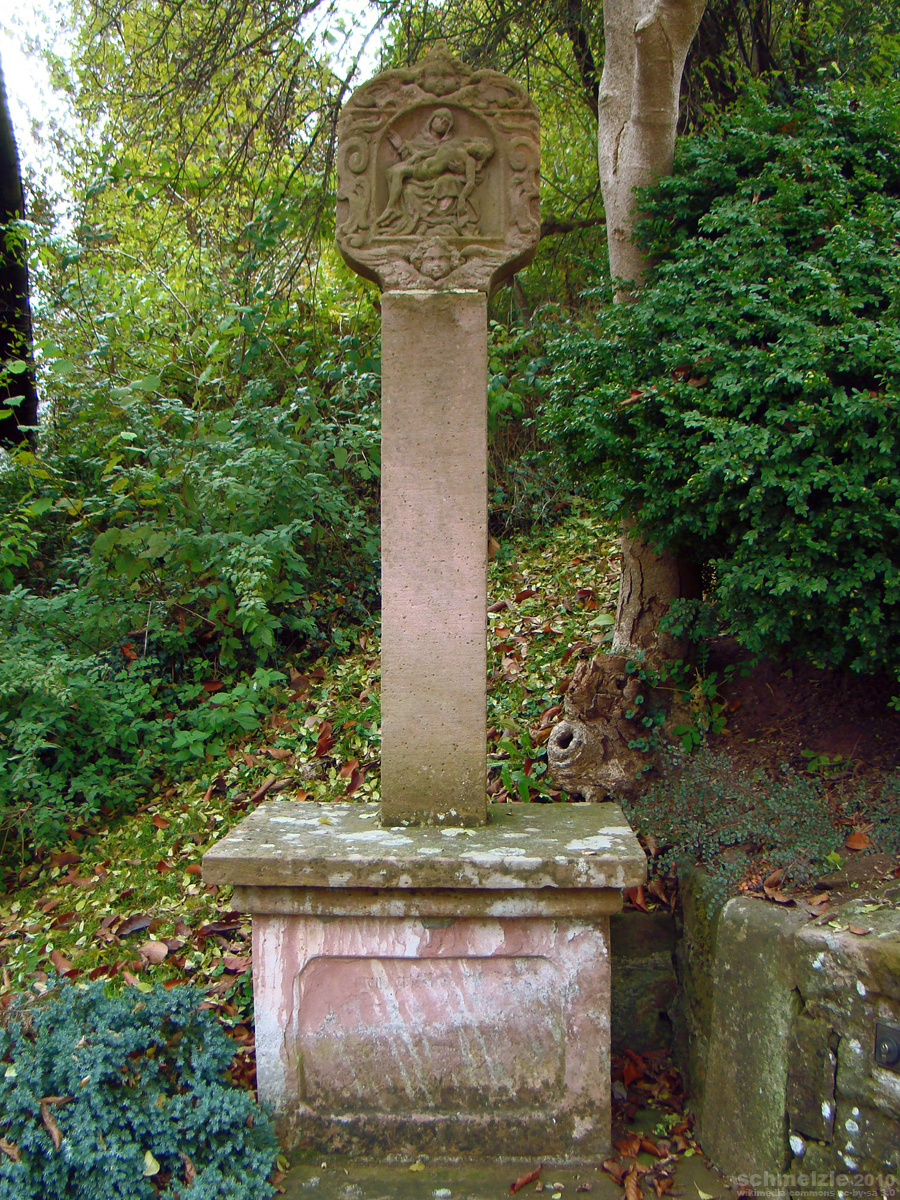
Bildstock in Kirchzell-Watterbach
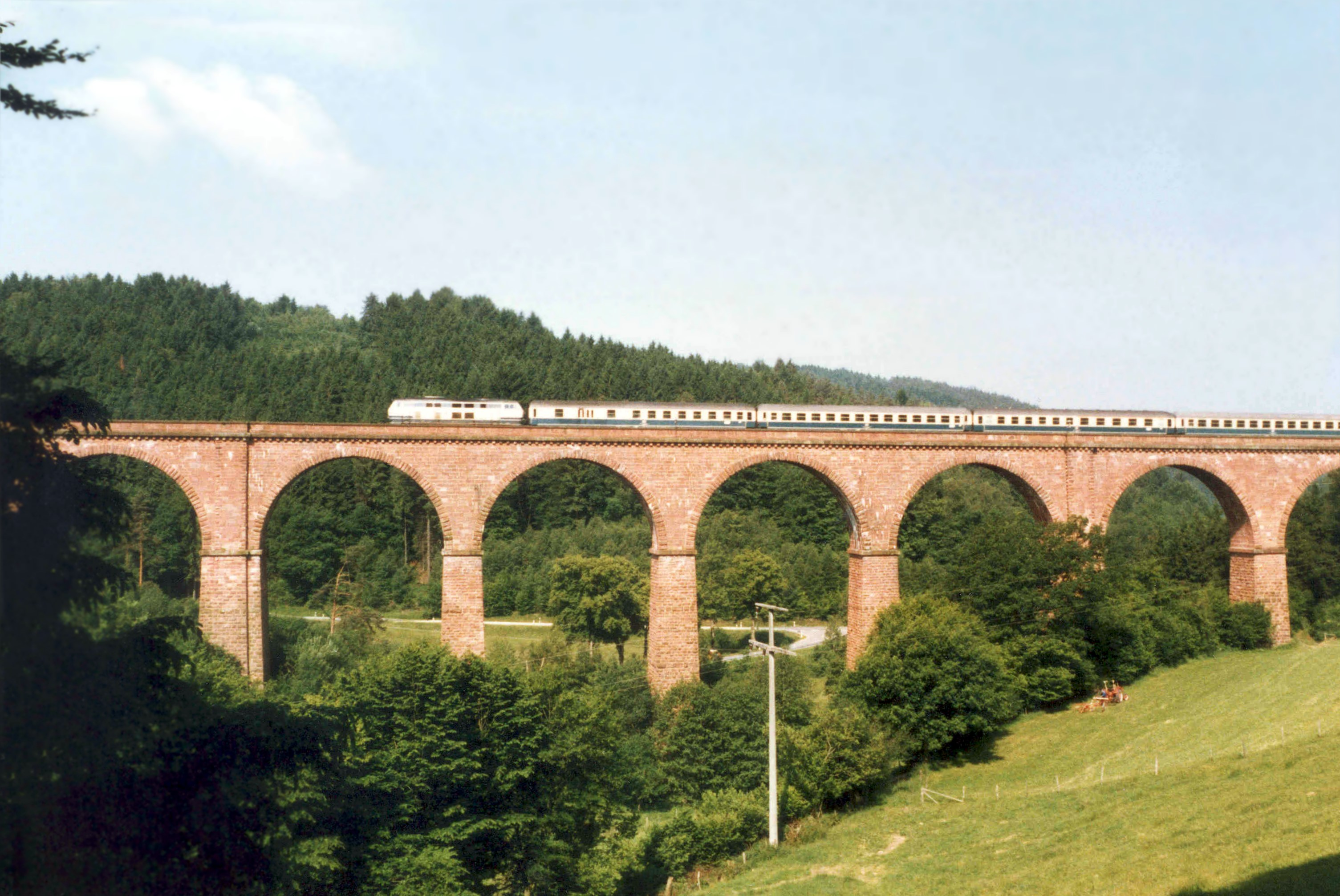
Die Bausteine für das Himbächel-Viadukt bei Marbach wurden im Steinbruch Olfen geschlagen
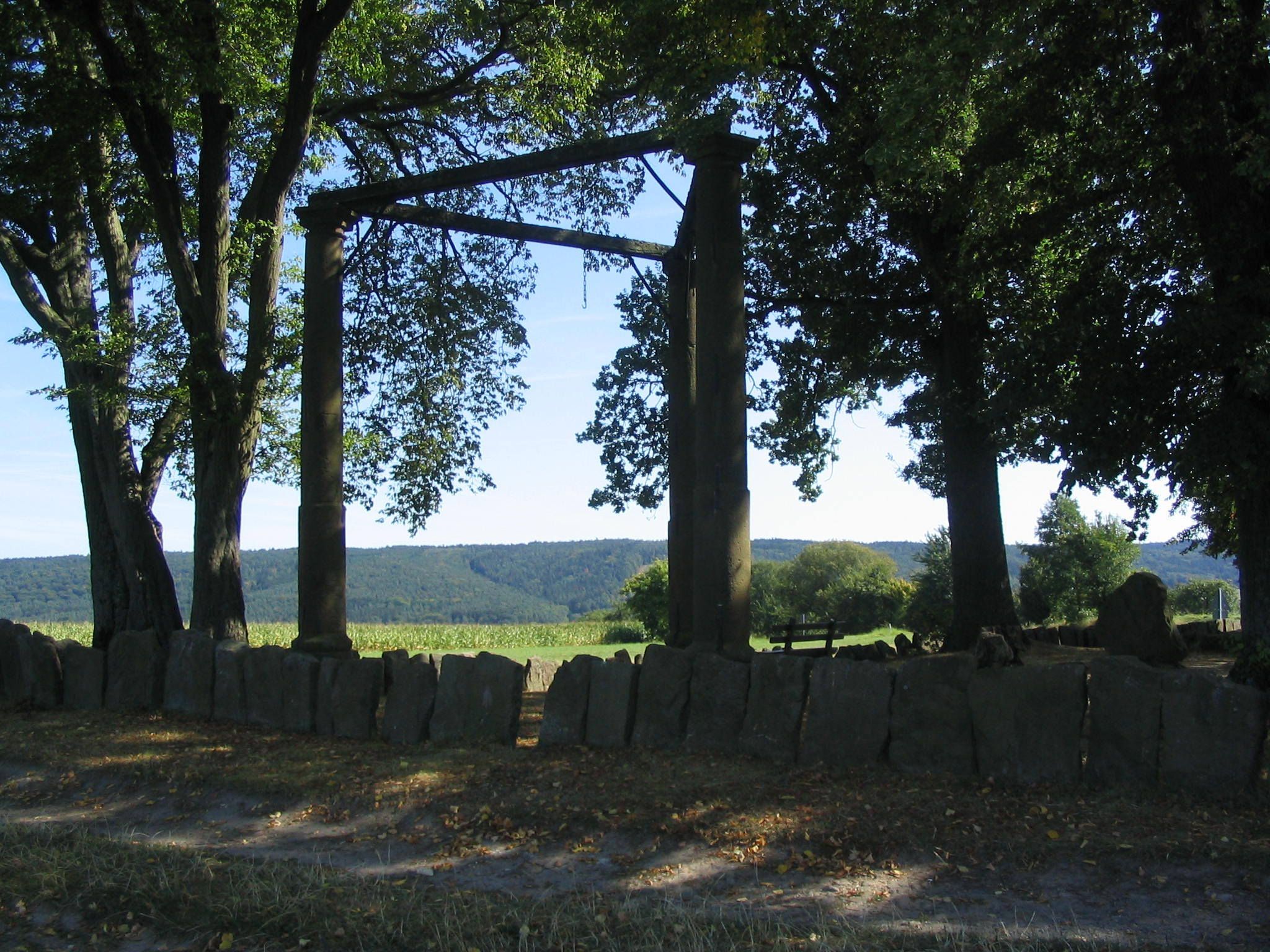
Dreisäuliger Galgen westlich Beerfeldens. Im Hintergrund die Hochfläche östlich des Mümlingtals.
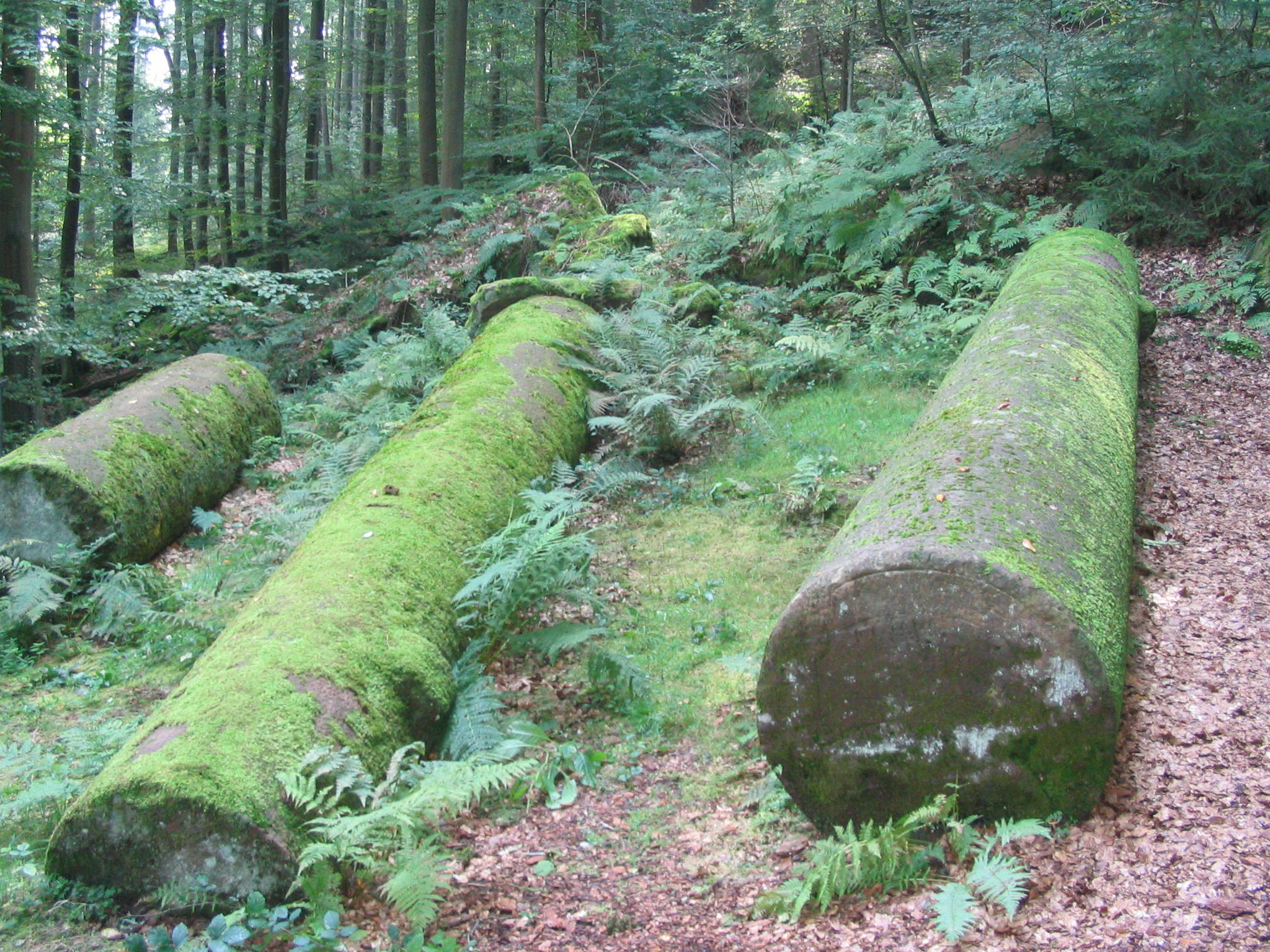
Am Bullauer Berg bei Miltenberg aus Kristallsandstein gehauene Heunesäulen (= Hünensäulen)

## Sedimentationsgeschichte und tektonische Prozesse

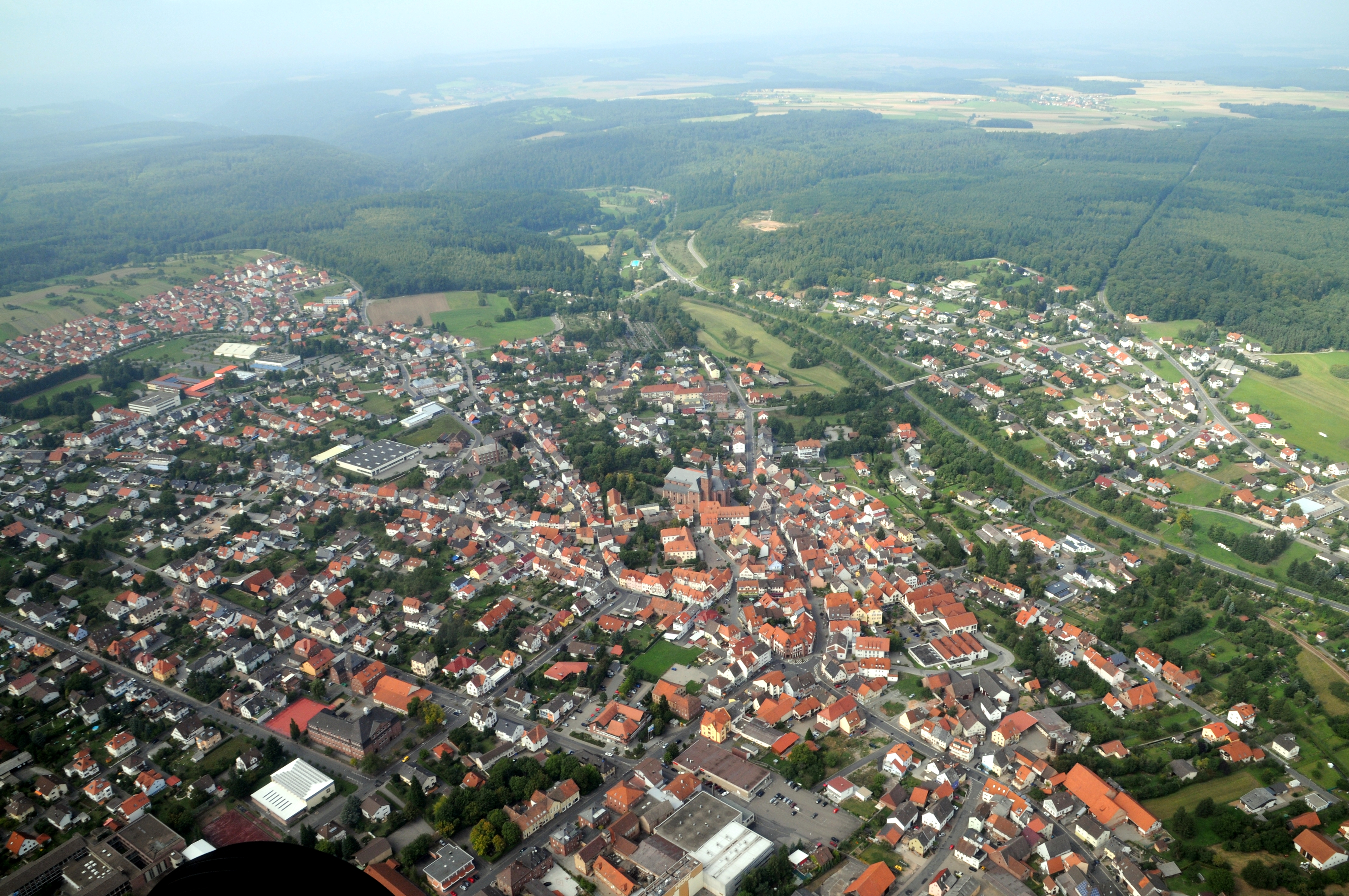
Walldürn (Übergangsgebiet zwischen Buntsandstein- und Muschelkalk) und das im Buntsandstein verlaufende Marsbachtal in Richtung Amorbach

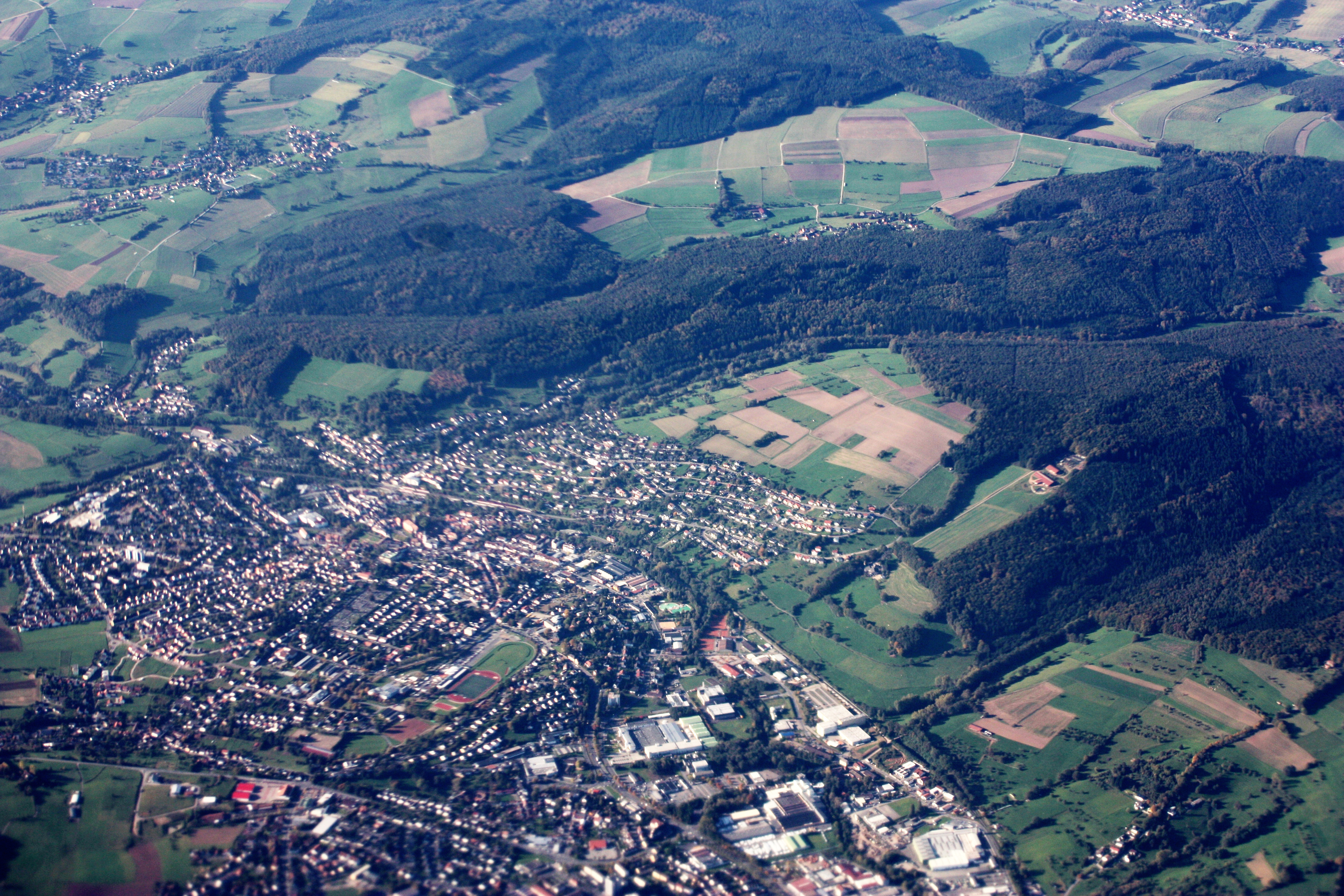
Das Mümlingtal hat sich in einer alten Störungszone in die Formation des Oberen Buntsandstein eingeschnitten: rechts im Bild der Westhang in Richtung Mossautal, oben Lauerbach und Günterfürst

Das Gebiet des Buntsandstein-Odenwaldes ist noch heute geologisch geprägt durch die auf die Gebirgsbildung folgende Sedimentationszeit: Vor etwa 260 Mio. Jahren – das Granit-Gneis-Gebirge ist inzwischen weitgehend abgetragen – überschwemmte im Erdzeitalter des jüngeren Perm das sogenannte Zechsteinmeer den Odenwald und überdeckte ihn mit Ablagerungen, die einen marinen Charakter (z. B. Tone und Dolomite) haben und für den Bergbau bedeutsam sind, weil später eisen- und manganhaltige Quarz- und Schwerspatlösungen in sie eindrangen. Relikte aus der Zechsteinzeit sind noch westlich von Ziegelhausen bei Heidelberg, an den W-N-E-Hängen des Morsberges (Spreng, Bockenrod  sowie Rohrbach-Erzbach, ( → Geopark-Lehrpfad „Bergbaulandschaft Reichelsheim“) ), am Kahleberg bei Weschnitz und im NE bzw. S von Wald-Michelbach am Stufenrand unter der Unteren Buntsandsteinschicht erschlossen. Im 19. Jh. trieb man Stollen in den erzführenden Zechstein, um Eisen und Mangan bergmännisch zu fördern.
Die Korngrößenverteilung der Sedimentgesteine und die Anordnung der Sande und Gerölle erlauben Rückschlüsse auf die Ablagerungsbedingungen. Regional zeigt sich ein fließender Übergang zwischen den Tonablagerungen des zurückweichenden Zechsteinmeeres und denen der Unteren Buntsandsteinzeit. Die Sandschüttungen setzten sich also fort und dabei nimmt der Anteil des vom variszischen Bergland stammenden Verwitterungsmaterials – Konglomerate, Sand- und Tonsteine – ebenso zu wie die Korngröße, was wiederum auf eine stärkere Strömungsenergie schließen lässt. Zu Beginn der Aufschüttungen ragte das Kristallin noch deutlich aus der Umgebung heraus wie etwa im Bereich des Böllsteiner Odenwaldes (Neustadt und Spreng) Die frühen Ablagerungen ( → Geopark-Lehrpfad „Bergbaulandschaft Reichelsheim“ Tongrube Vierstöck) werden als Schlammströme (debris flows) aus einem weit verzweigten Flusssystem angesehen, die späteren als Schichtfluten hochwasserführender Flüsse, die weite Flächen überschwemmten und in Tümpeln und flache Seebecken entwässerten. Im Laufe von Jahrmillionen entstand, z. B. im mittleren Odenwald (Michelstadt), eine durchschnittliche Mächtigkeit des su von 270 m.
Der etwa 130–140 m hohe Mittlerer Buntsandstein wurde vorwiegend im kontinentalen Bereich sedimentiert, da sich der stärker absinkende marine Beckenrand nach Norden verschoben hatte. Das heutige Mitteleuropa befand sich damals nach der Theorie der Kontinentaldrift im Trockengürtel der Erde, etwa auf 25° nördlicher Breite, und die Verwitterungsmaterialien der Berge lagerten sich nun in flachen und weiten Becken ab, die in den Zeiten zwischen den Schüttungsperioden weitgehend austrockneten. Auf eine solche terrestrisch-aquatische Sedimentation weisen in vielen Aufschlüssen Wellenfurchen oder Trockenriss-Netzleisten hin (z. B. südlich Spreng, im Eberbacher (Breitenstein) oder Strümpfelbrunner Gebiet) oder Pflanzenwurzel- und Fußabdrücke von Reptilien auf den Gesteinen, wie bei Külsheim oder Schreckberg bei Mosbach (→ Geotouren). Diese Funde passen zu durch mechanische Verwitterung (klastisch) entstandenen gröberen Sanden und Konglomeraten, die durch Flüsse in Lagunen oder Süßwasserseen transportiert wurden und sich mit vom Wind herbeigewehten Materialien vermischten.

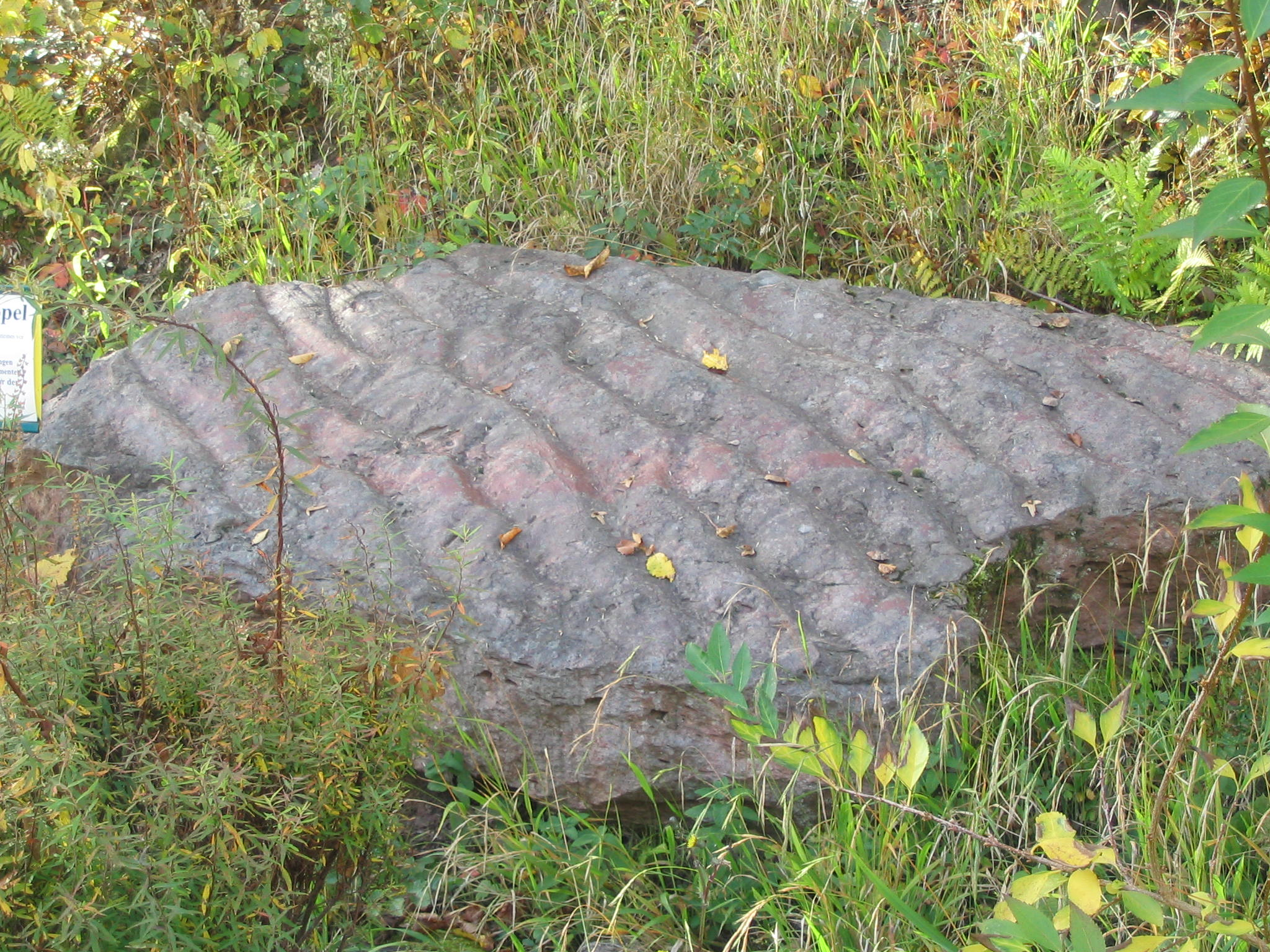
Strömungsrippel (Breitenstein bei Eberbach) weisen auf Fließendes Wasser, z. B. eines Flusses, hin.
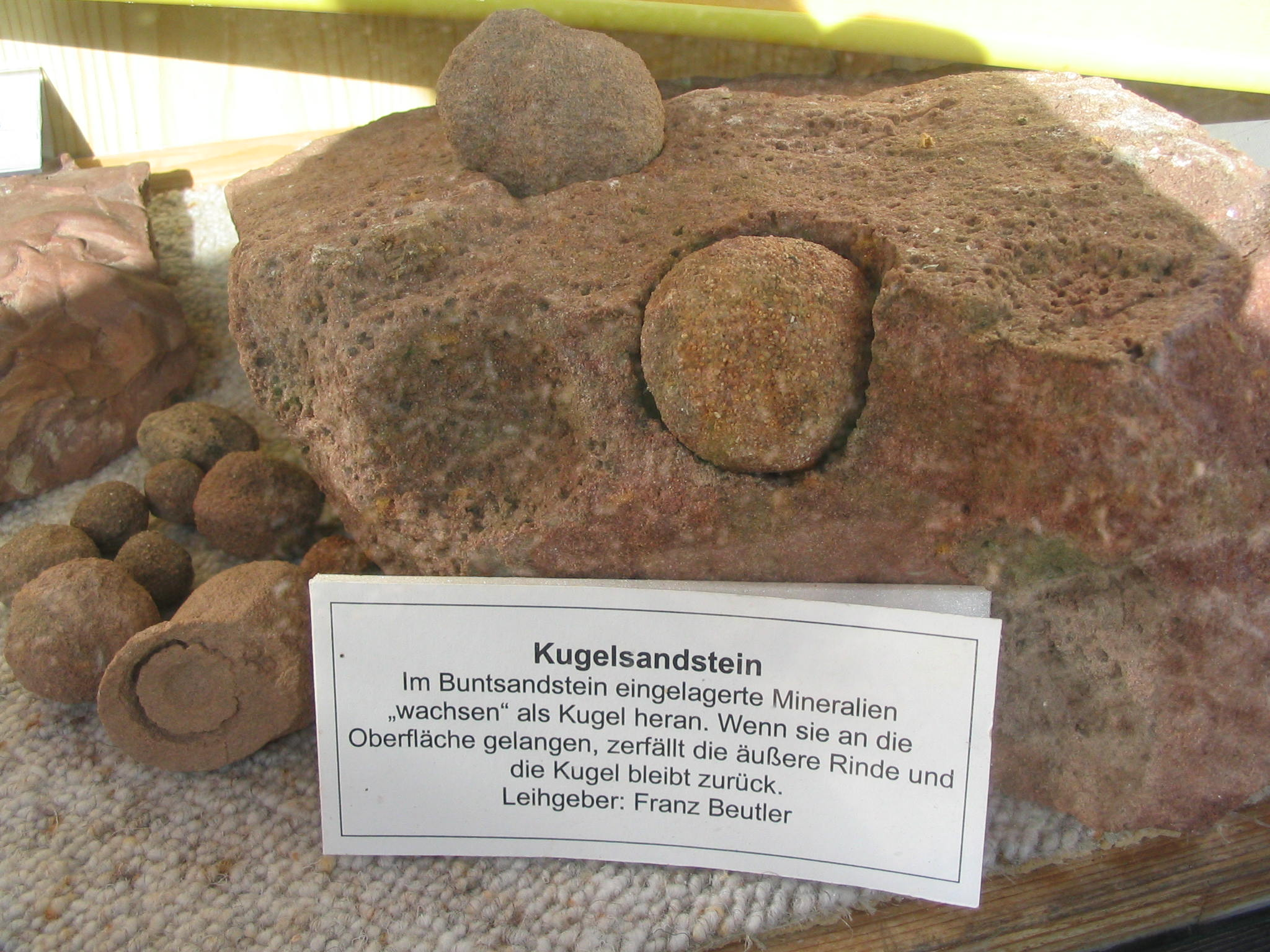
„Kugelsandstein“, entstanden im Sediment durch Abscheidung von Mineralen aus dem Porenwasser.
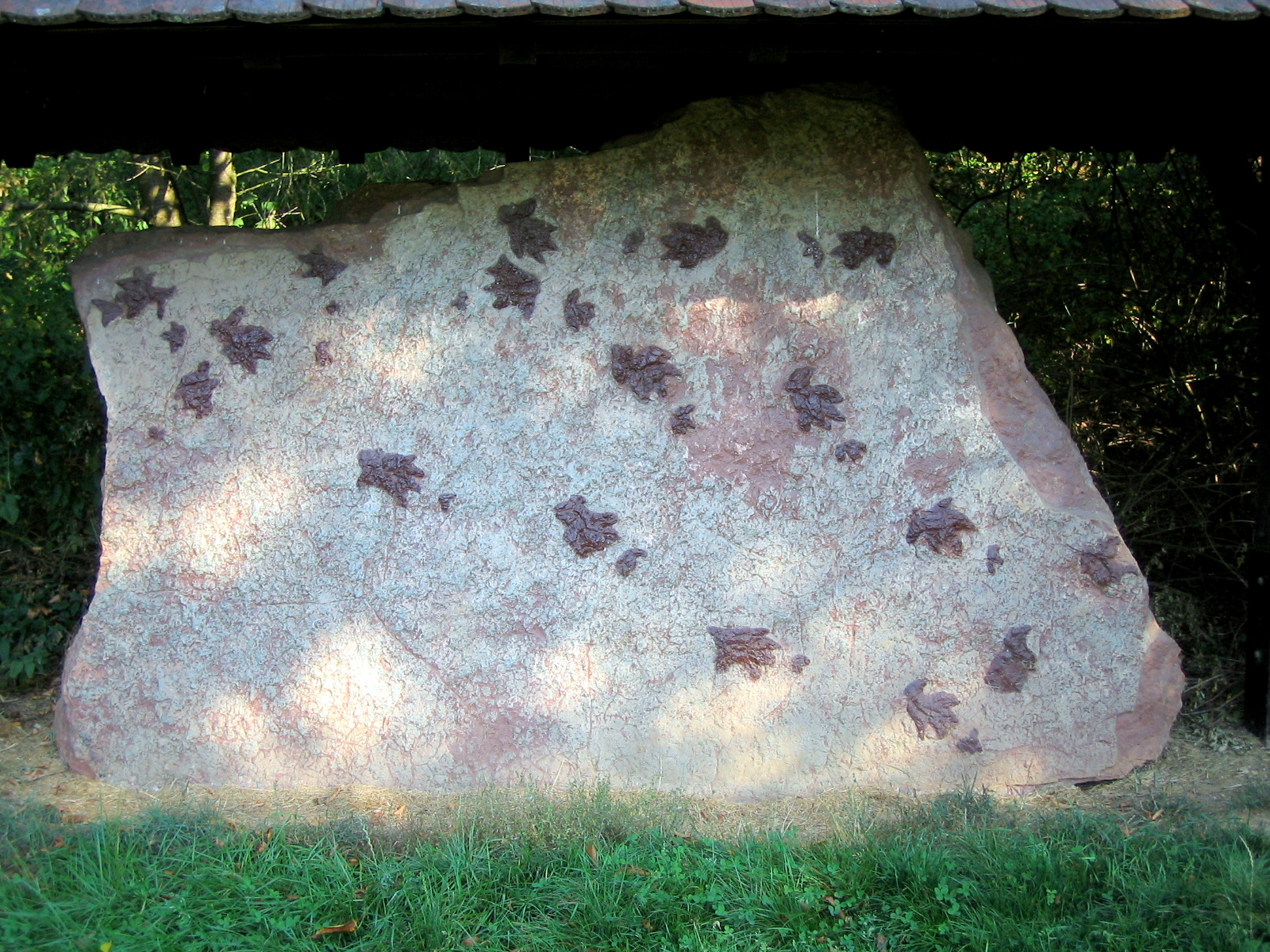
Platte aus „Rötquarzit“ (Oberer Buntsandstein) mit Reptilien-Fußspuren (Chirotherium) bei Külsheim.
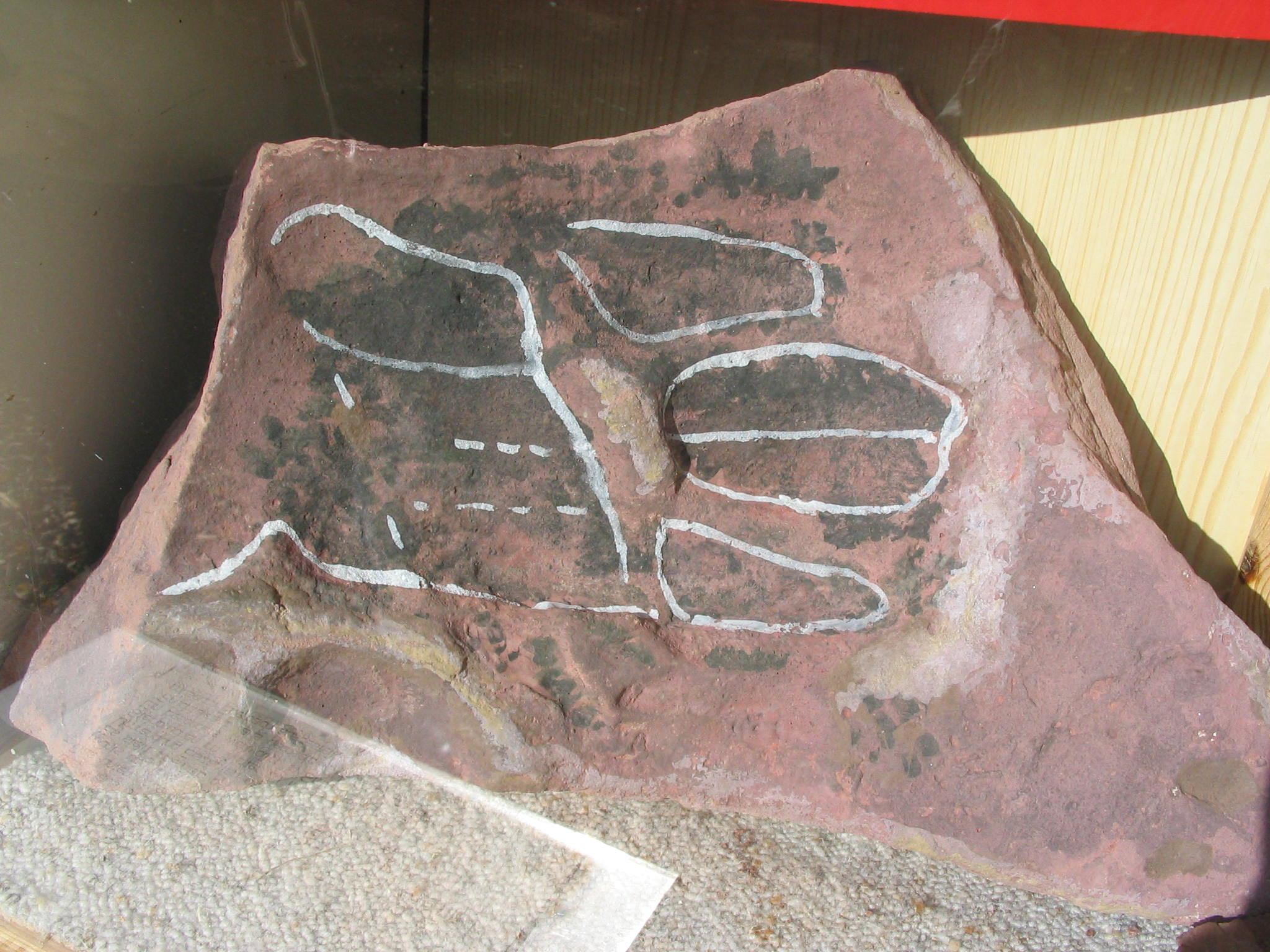
Ca. 250 Mio. Jahre alter Fußabdruck eines Reptils aus der Familie Erythrosuchidae im mittleren Hauptbuntsandstein (Mittlerer Buntsandstein) bei Eberbach.
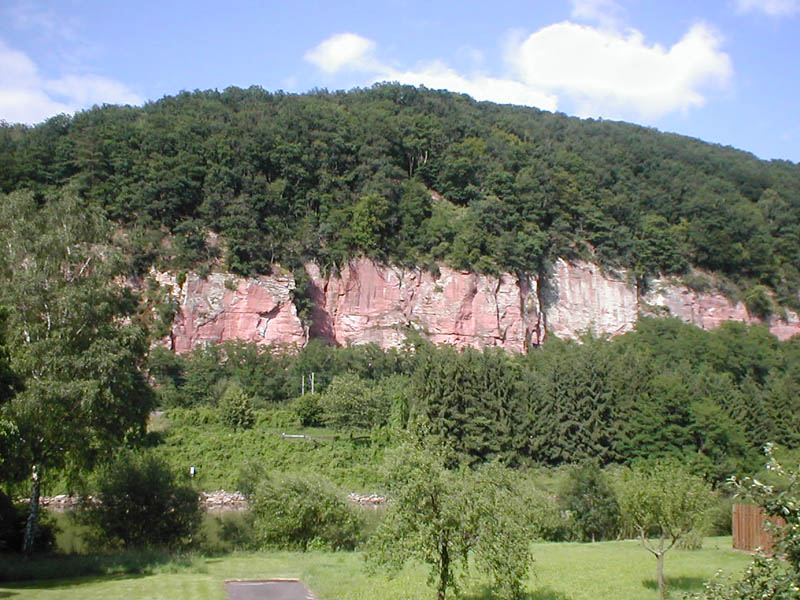
Teufelskanzel bei Eberbach am Neckar

Als Höhepunkt der terrestrischen Ablagerung sieht man den Übergang zum Oberen Buntsandstein an, als durch tektonische Bewegungen das Sedimentationsgebiet zunehmend vom Meer überflutet wurde. Hinweis darauf ist die Muschelkalk-Meerfauna. Die ca. 80 bis 100 m hohen Ablagerungen ähneln durch ihren marinen Einschlag denen des Unteren Buntsandsteins.

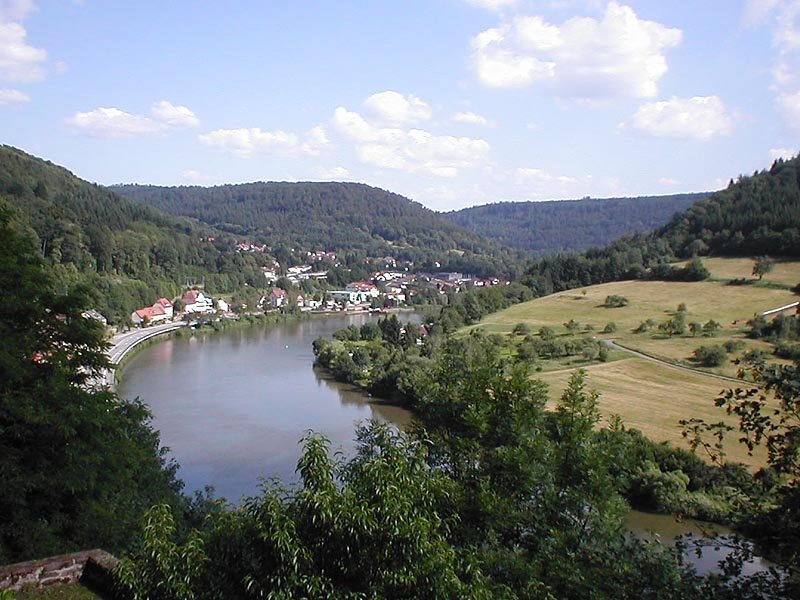
Neckarbogen bei Zwingenberg von der Burg aus

In der Zeit des Mesozoikums (Erdmittelalter) vor 250 bis 65 Millionen Jahren wurde der Odenwald nicht nur durch Sand-, sondern anschließend auch durch Muschelkalk-, Keuper- und Jura-Schichten insgesamt bis 600 m hoch bedeckt (Weiteres unter Geologie des Odenwaldes). Dies beweisen Juragesteine, die beim Ausbruch des Katzenbuckel-Vulkans vor ca. 55 Mio. Jahren in den Schlot gefallen waren und in der Lava eingeschlossen wurden, Sandsteinreste am Rheingrabenrand bei Heppenheim und Heidelberg sowie am Nephelinbasanitschlot des Forstbergs bei Groß-Bieberau. Daneben sind im Mümlingtal bei Steinbach und östlich von Michelstadt (→ Geotour Landschaft im Wandel) auch abgesunkene Muschelkalkschollen mit versteinerten Meerestieren (u. a. Muscheln, Schnecken) und -pflanzen erhalten, die im Tagebau erschlossen und zur Kalkgewinnung abgebaut wurden.
Bei tektonischen Vorgängen im Mesozoikum oder im Tertiär rissen immer wieder Spalten in den Gesteinsmassen auf, in die dann Schmelzen eindrangen. Dadurch kam es zu Eisen- und Mangan-Anreicherungen und -Ausscheidungen, die Klüfte im Buntsandstein füllten. Sie wurden zeitweise bergmännisch erschlossen; bei Gammelsbach (Eisenhammer westlich der Burg Freienstein), Unterfinkenbach, östlich von Ober-Schönmattenwag im Ulfenbachtal, bei Momart („Eisengrube“, „Erzlöcher“) und Zell („Eisengrube“), bei Bad König. Andernorts wurde Eisenerz am Rand eines ehemaligen Vulkanschlots im Untergrund angereichert, etwa bei Mömlingen. (→ Geotour Mömlingen)

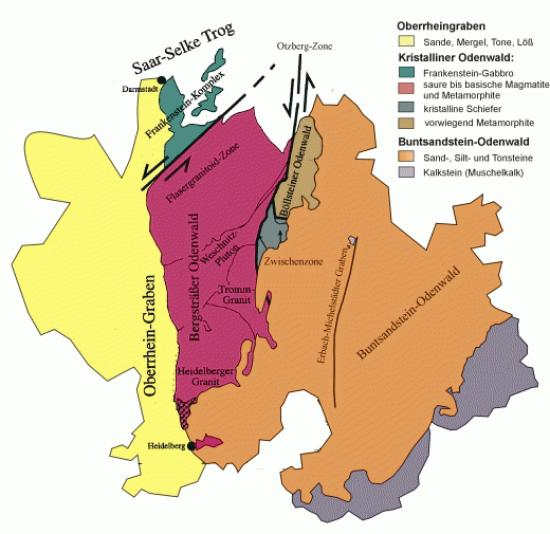
Geologische Karte des Odenwaldes (Stein, 2001 + Weber, Geo-Naturpark)
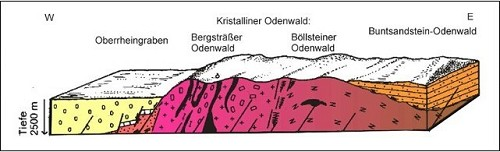
Geologisches Profil des Odenwaldes (Geo-Naturpark)
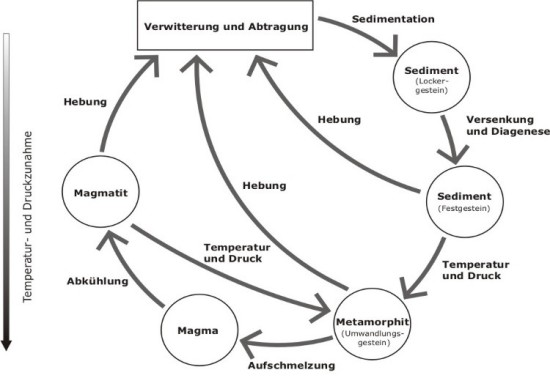
Kreislauf der Gesteine (Geo-Naturpark)

## Das heutige Landschaftsbild
Das heutige Landschaftsbild entwickelte sich durch die Verwitterungsprozesse im Tertiär. Eruptivgesteine in Bereichen alter Störungszonen v. a. am Main sowie im Neckargebiet am Senkungsrand zum Kraichgau weisen auf vulkanische Aktivitäten im Zusammenhang mit tektonischen Verschiebungen in diesem Erdzeitalter hin, z. B. die Nephelinbasalte des Katzenbuckels (Kalium-Argon-Alter von 53–55 Mio. Jahre) und der Kraichgau-Gruppe (55–65 Mio.) bzw. die Basalte am Main (43–50 Mio.).

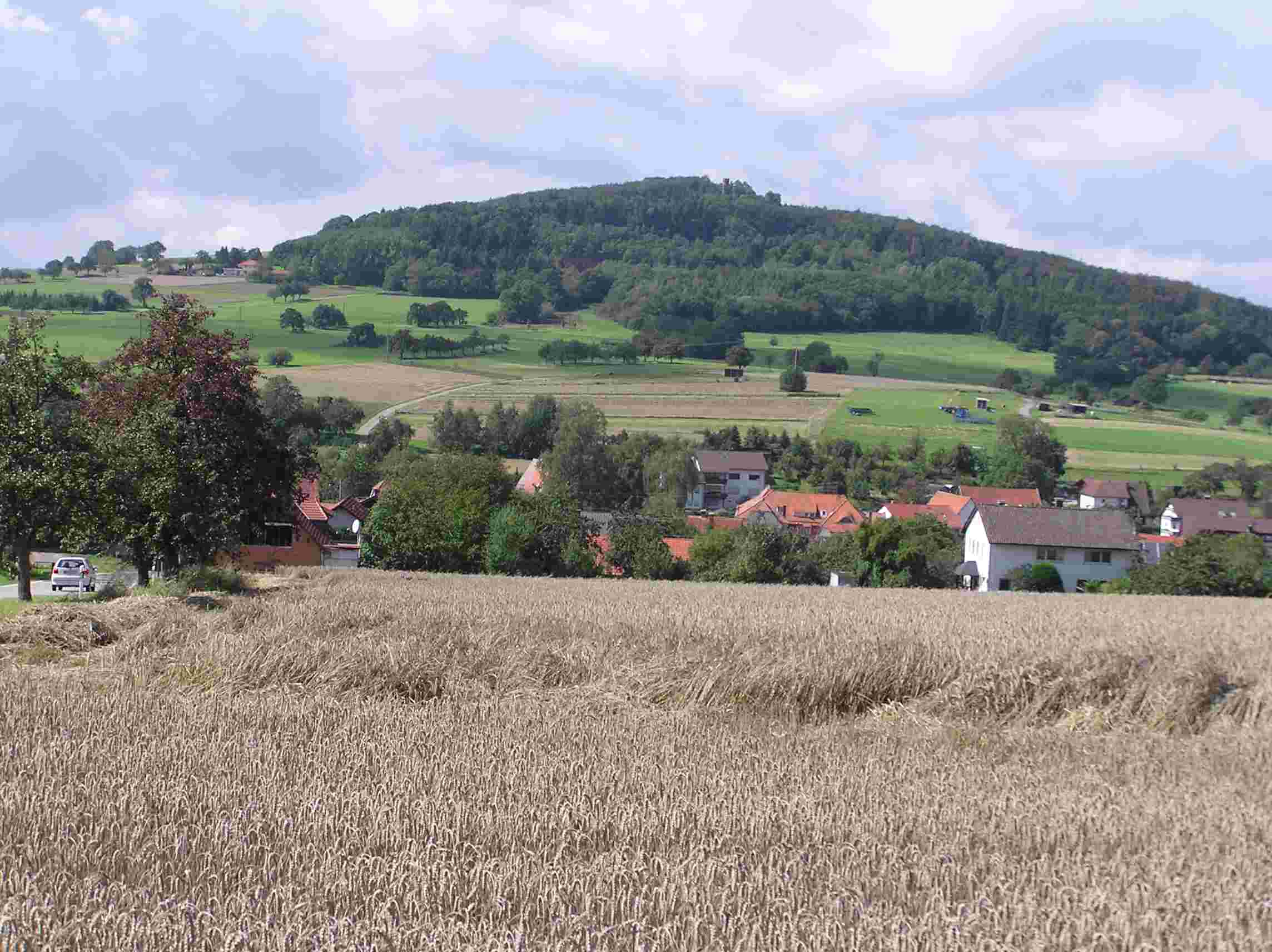
Die Kraterreste des Nephelinbasalt-Shonkinit-Vulkans Katzenbuckel

Ausgelöst durch die Absenkung des Oberrheingrabens vor 45 Mio. Jahren zerbrachen Erschütterungen das Gebiet des heutigen Odenwaldes in Gebirgsblöcke und Gräben. Das andauernd absinkende Rheintal legte die Erosionsbasis für die Flüsse und Bäche immer tiefer, so dass sie sich zunehmend ins Gestein einschnitten. Die stärkste Erosion fand im Tertiär statt, während sich beispielsweise der Neckar seit Beginn der Eiszeit vor ungefähr 2 Millionen Jahren nur noch um ca. 13 m weiter bis auf das heutige Niveau von 125 m ü. NN eingegraben hat. Dies beweisen altpleistozäne Schotter am Ohrsberg, einem ehemaligen Umlaufberg bei Ebersbach. In den Jahrmillionen zuvor hatte sich der Fluss u. a. in die Fläche der Hohen Warte (552 m ü. NN) fast 430 m tief einschnitten, hinzu kommen noch die Schichten darüber, die heute weggeräumt sind.
Das feuchtwarme Klima der Tertiärzeit begünstigte die Verwitterung. So wurden im westlichen Odenwald nicht nur die mächtigen Buntsandstein- und Muschelkalkschichten zerkleinert und von den Flüssen erodiert, sondern auch der darunter wieder freigelegte kristalline Bergrumpf. Im östlichen Odenwald blieb jedoch eine durch zwei Gewässernetze vor allem in Nord-Süd- bzw. Nordost-Südwest-Richtung zertalte Buntsandsteinlandschaft mit steilen Hängen zurück, in der Mümling, Mudau mit Marsbach und Morre und Erfa zum Main und Steinach, Ulfenbach/Laxbach, Gammelsbach, Itter und Elzbach zum Neckar laufen. Begünstigt wurden die Erosionsvorgänge durch die große Anfälligkeit des Sandsteins gegen Verwitterung. Seine Feldspate verlieren durch Kaolinisierung ihre Festigkeit und werden ausgewaschen, so dass neue Angriffspunkte für die Auflockerung entstehen und das Gestein schließlich zu Sand zerfällt.
Dabei entstanden Sandsteinklippen und Schluchten. Die oberen Partien auf dem Höhenrücken zerrissen in Blöcke, die anschließende Chemische Verwitterung zersetzte sie in kleine Bestandteile. Später legten Regengüsse die Felsen frei und spülten die Sande und Tonpartikel auf die Hänge (Hangschuttdecken) und ins Tal, wo die Bäche sie abtransportierten. In Auftauphasen zum Ende der Eiszeit rutschten Felsen auf dem Permafrost abwärts und bildeten Blockmeere, z. B. an den Nordhängen des Königstuhls oberhalb von Schlierbach bei Heidelberg. (→ Naturdenkmäler)

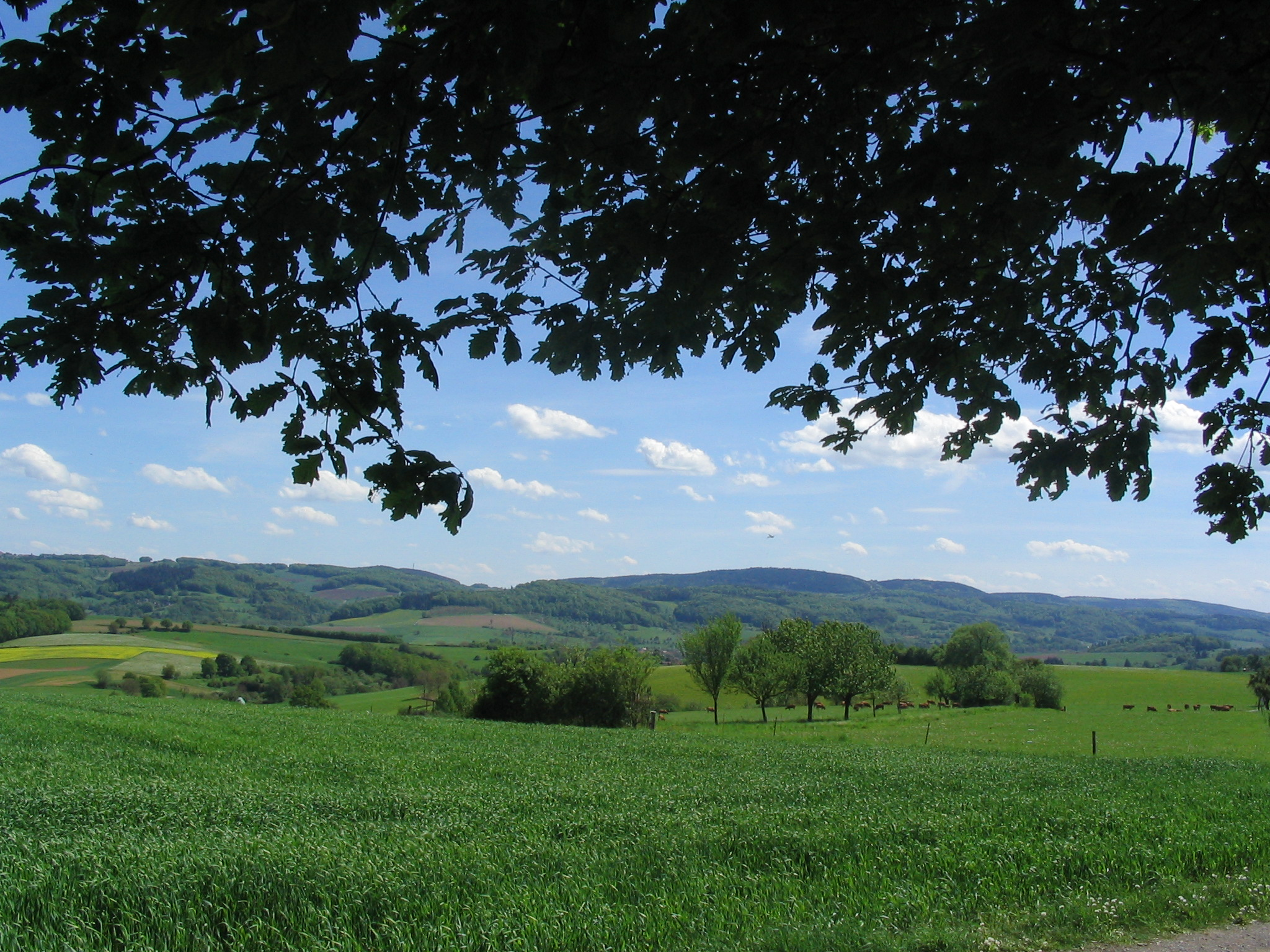
Während der Böllsteiner Gneis-Höhenzug (links) die Buntsandstein-Formation verdeckt, ist diese südlich davon (rechts) im Landschaftsbild des Gersprenztals (Heidelberg, Morsberg usw.) hinter den Gneis- bzw. Granitoid-Hügeln als Stufe deutlich erkennbar.
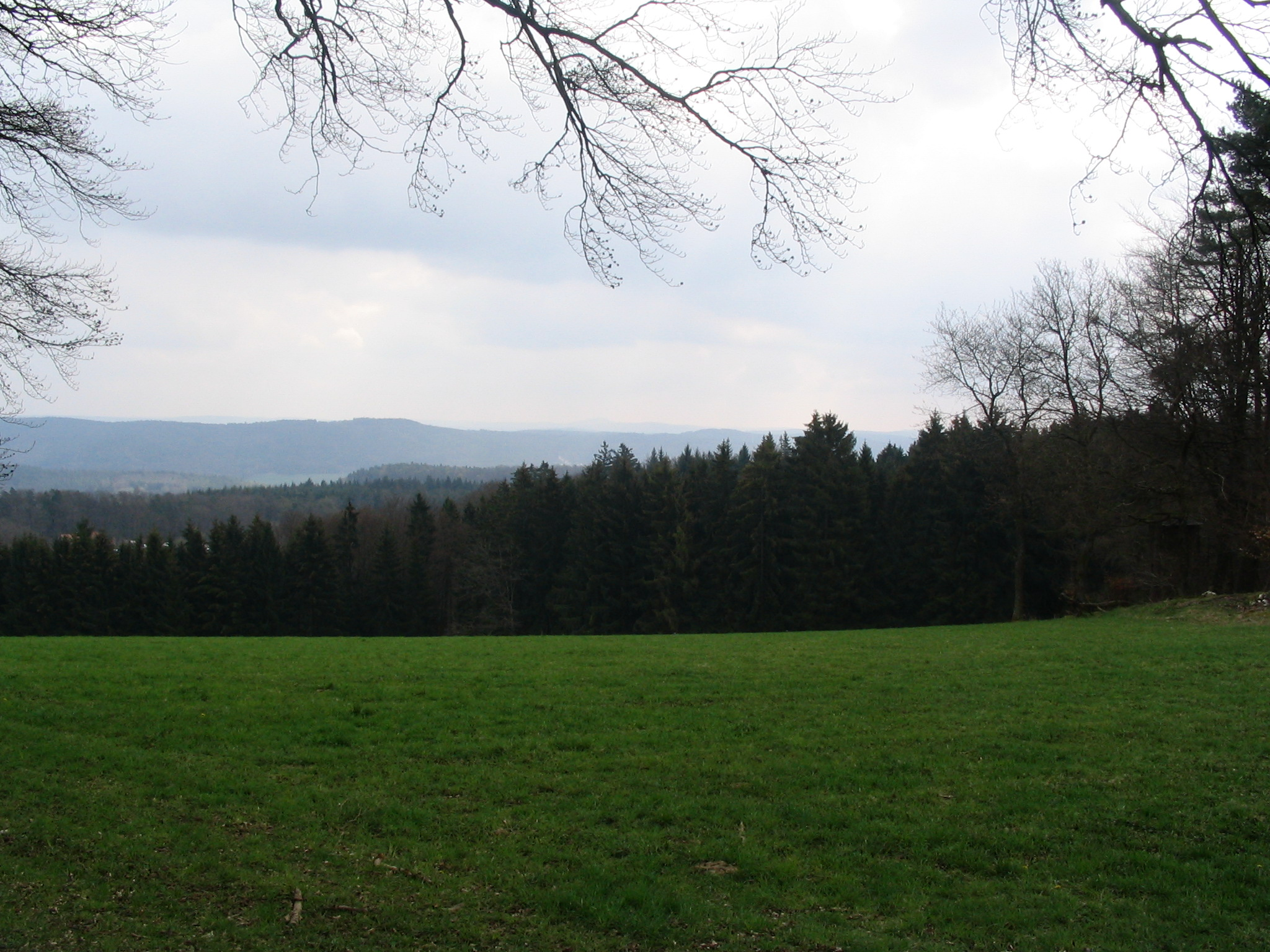
Buntsandsteinstufe im Ulfenbachtal vom sie überragenden Tromm-Rücken aus
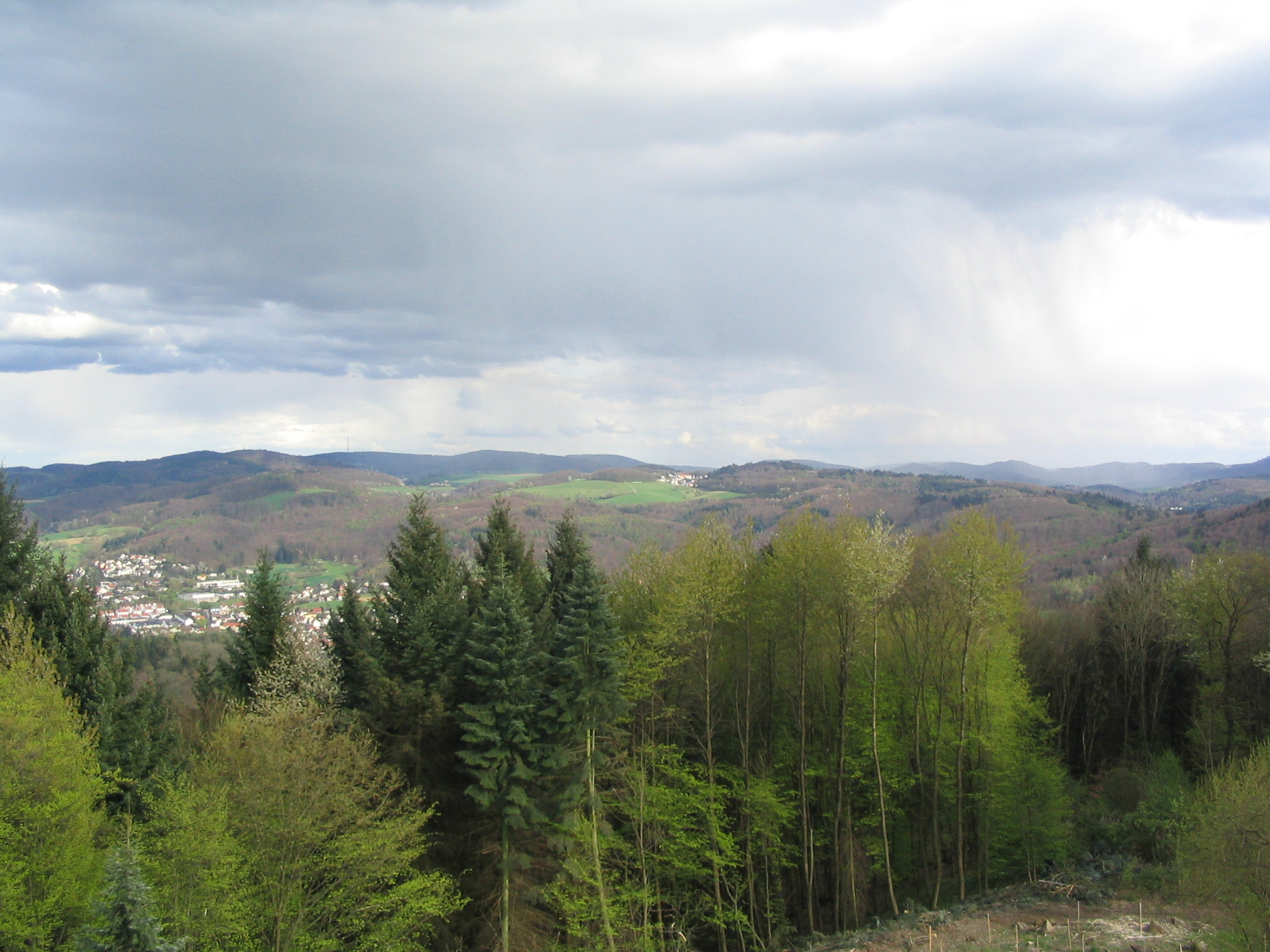
Blick vom Hirschkopf bei Weinheim in die Mischzone. Die Buntsandstein-Bergkette vom Hardberg (Sendemast) bis zur Stiefelhöhe ist als höher gelegene Stufe sichtbar.
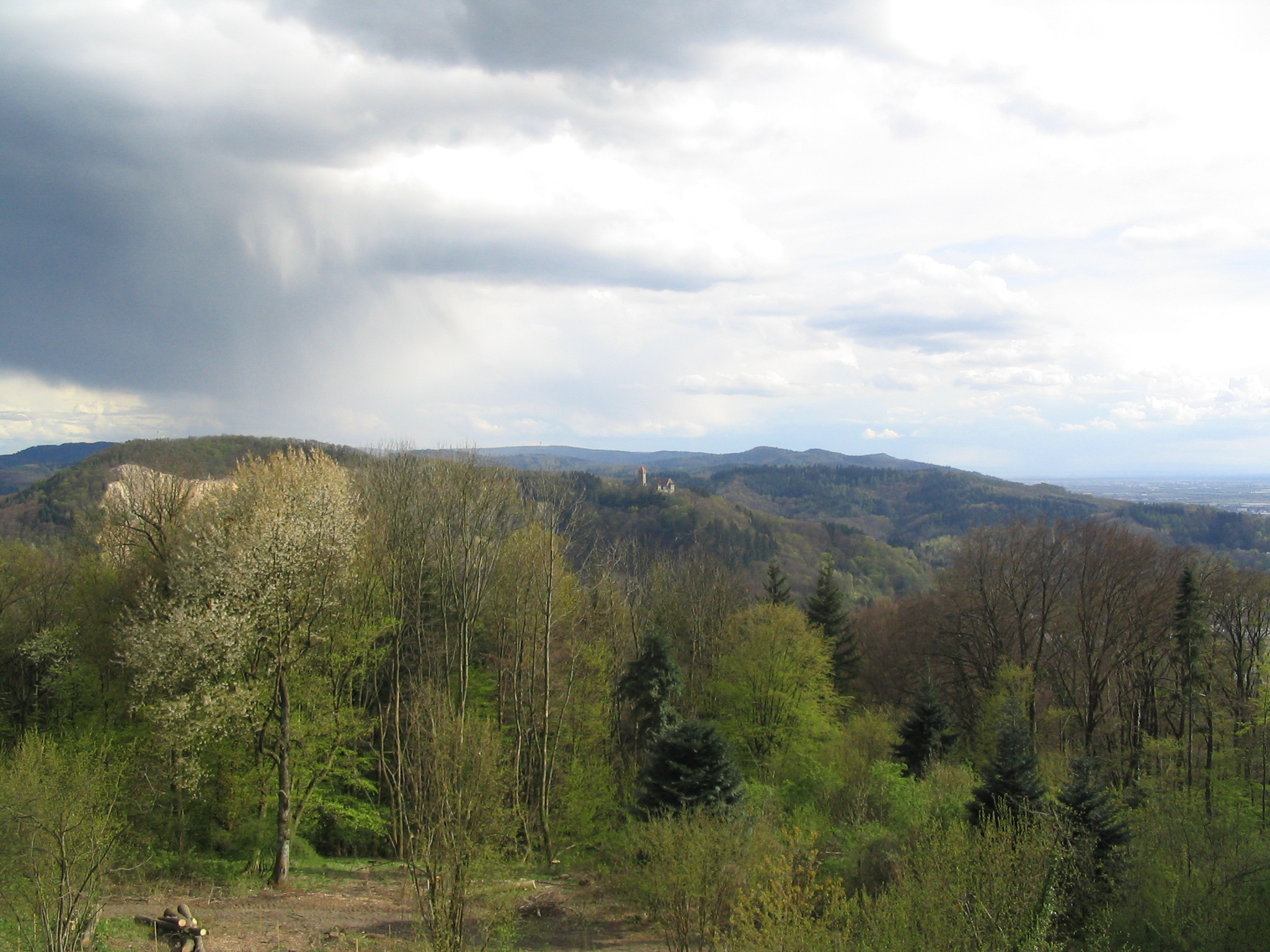
Hinter dem Rhyolith-Wachenberg (links) das Granit-Granitoid-Gebiet zwischen Weinheim (Geiersberg) und Schriesheim vom Hirschkopf aus, dahinter: Buntsandstein-Berge (Weißer Stein mit Turm[19]) nördlich Heidelbergs.
Blick vom ehemaligen Katzenbuckel-Vulkan (628 m) nordwärts über den Buntsandstein-Odenwald

## Naturdenkmäler
- Themenpark-Umwelt Geotope Buntsandstein[20]
- Themenpark-Umwelt Sandstein Odenwald: Hauberge und Winterhauch[21]:
  - Buntsandstein-Blockhalden (v. a. das NSG Felsenmeer) am Nord- bzw. NE-Hang des Königstuhls im Heidelberger Stadtwald, südwestlich von Schlierbach und das Ebersberger Felsenmeer.
  - Buntsandsteinbruch an der Neckarhalde
  - Aufgeschlossene Buntsandstein-Steilwände: Der Felsenberg bei Neckargemünd
  - Der Kranichsberg am Neckar
  - Felsenberg bei Neckargemünd
  - Lumpenfelsen bei Eberbach
  - Wolfsschlucht bei Zwingenberg am Neckar
  - Margarethenschlucht bei Neckargerach
- Am Bullauer Berg bei Miltenberg liegen seit Jahrhunderten die Heunesäulen (= Hünensäulen), die vermutlich im Mittelalter aus einer besonders widerständigen Formation des Buntsandsteins, dem Kristallsandstein, vor Ort gehauen, aber nicht abgeholt wurden (Bild s. o.).
- Themenpark Umwelt Geotop Katzenbuckel[22]

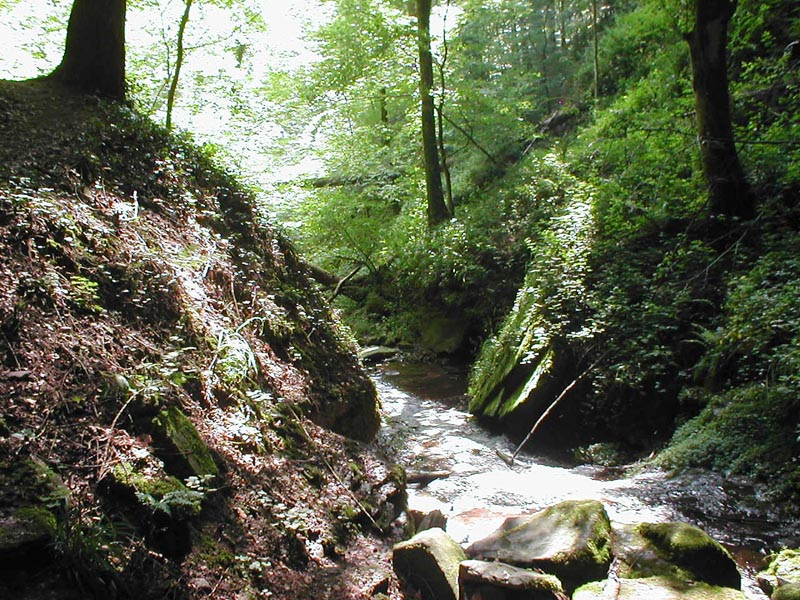
Die Wolfsschlucht bei Zwingenberg entstand durch tertiäre und eiszeitliche Verwitterungs- und Abtragungsprozesse
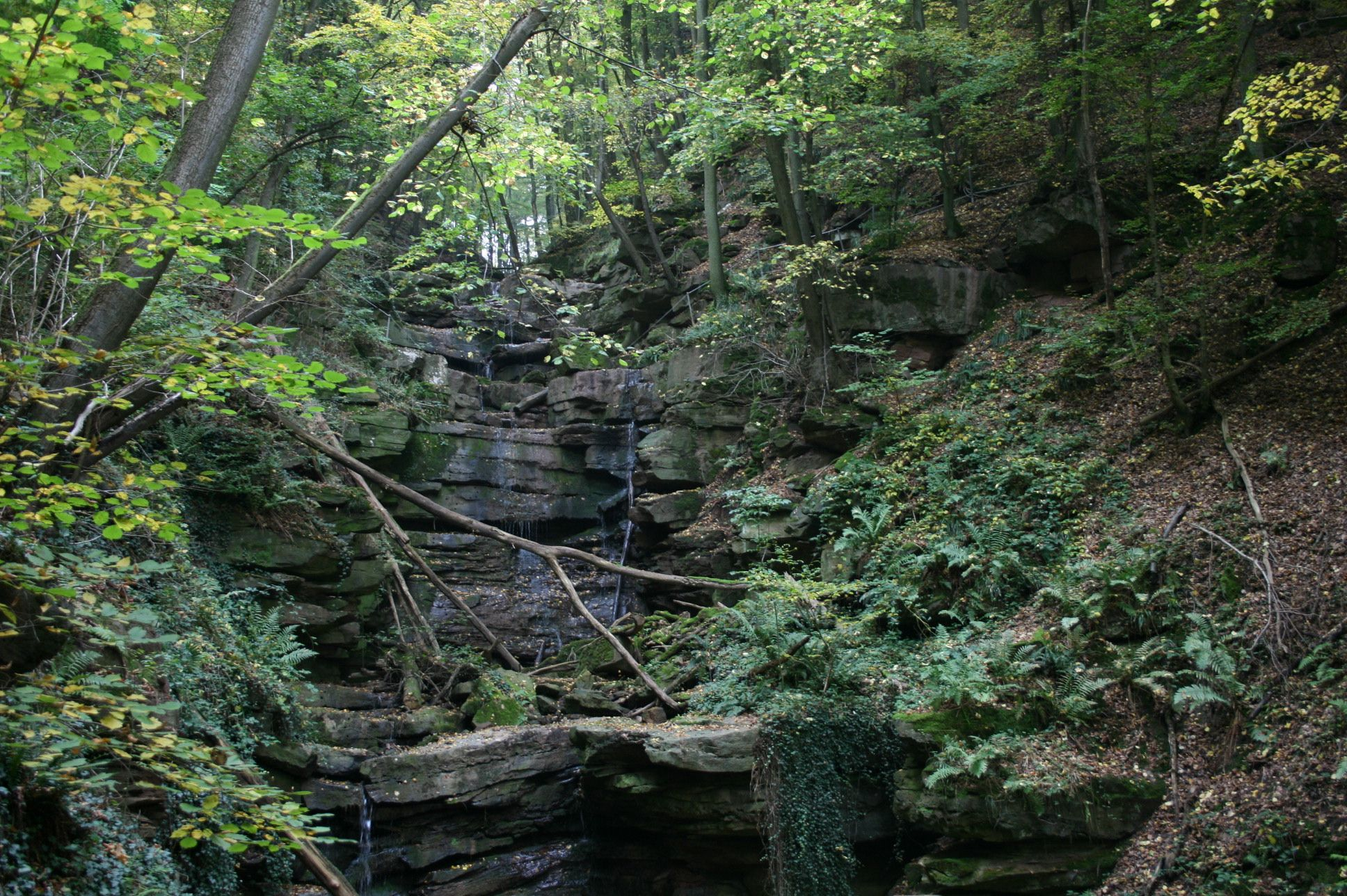
Die Margarethenschlucht bei Neckargerach ist ein zum Neckar hin erodierter, steiler Einschnitt in die Buntsandsteinstufe
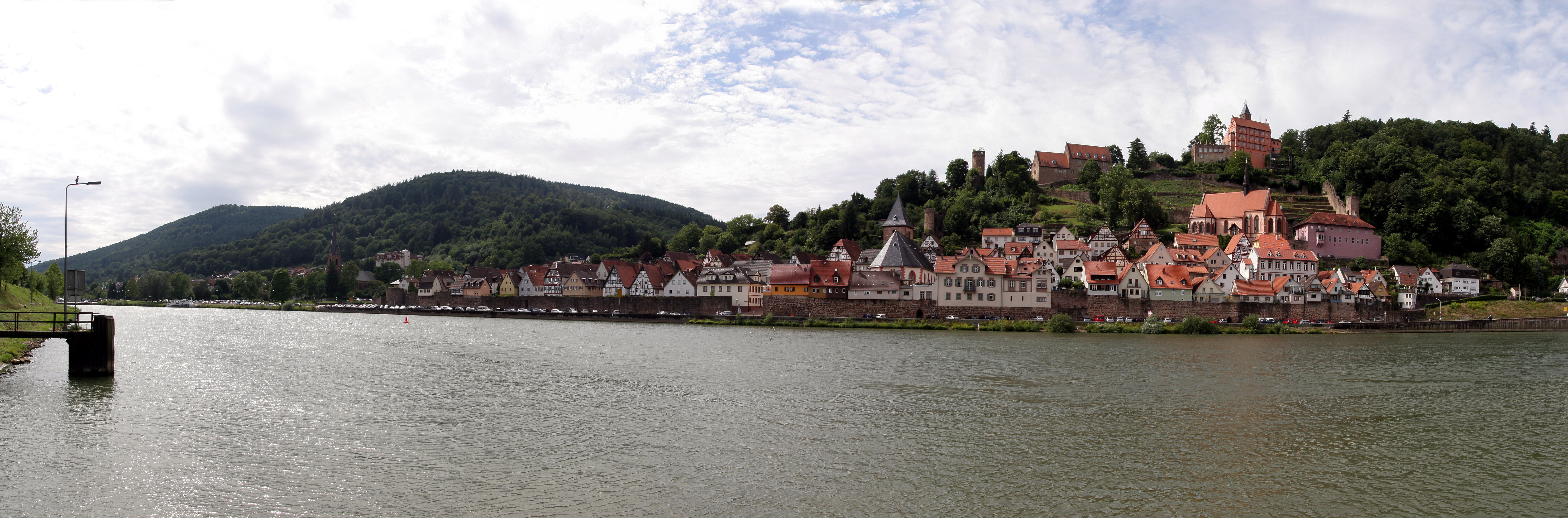
Blick auf den historischen Ortskern mit Burg Hirschhorn und das von Nebenflüssen zertalte westliche Neckarufer.
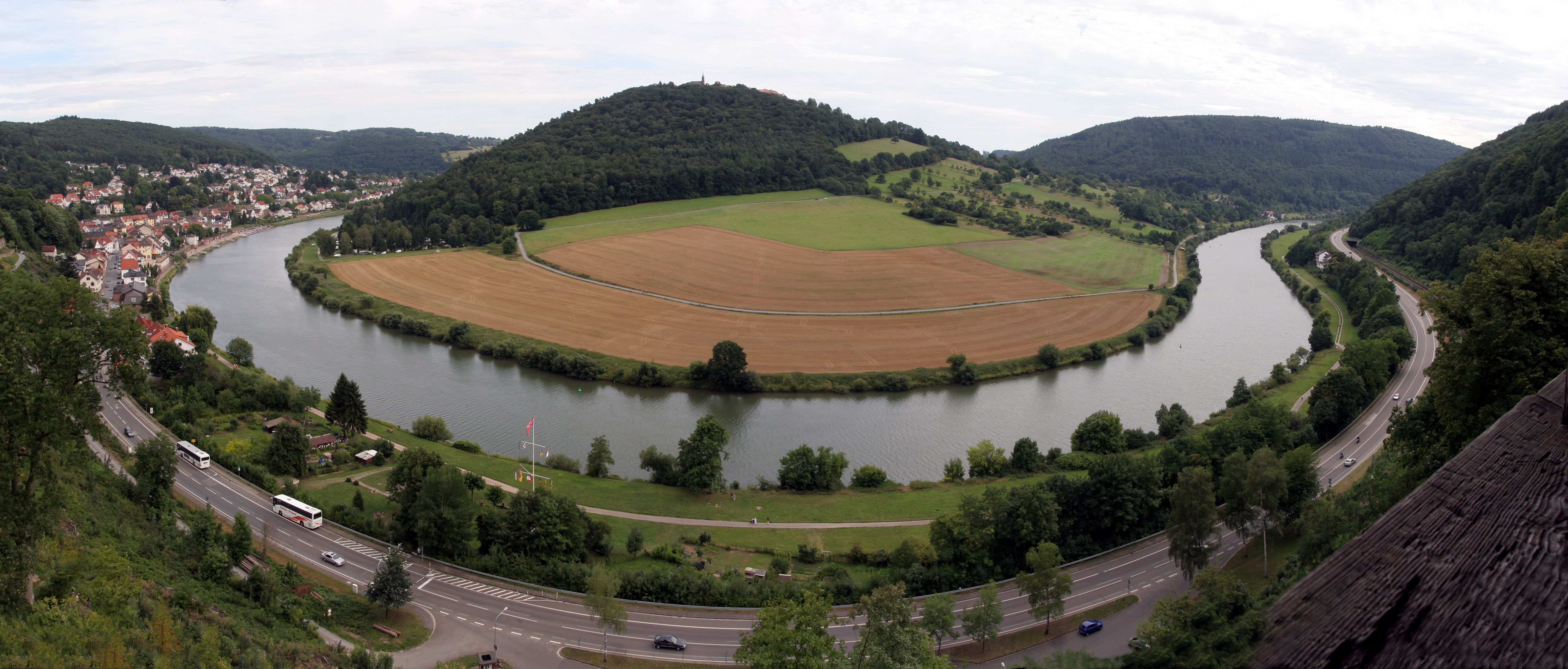
Das Neckartal von der Hinterburg bei Neckarsteinach aus. Am anderen Ufer der vom Neckar eng umschlungene Dilsberg
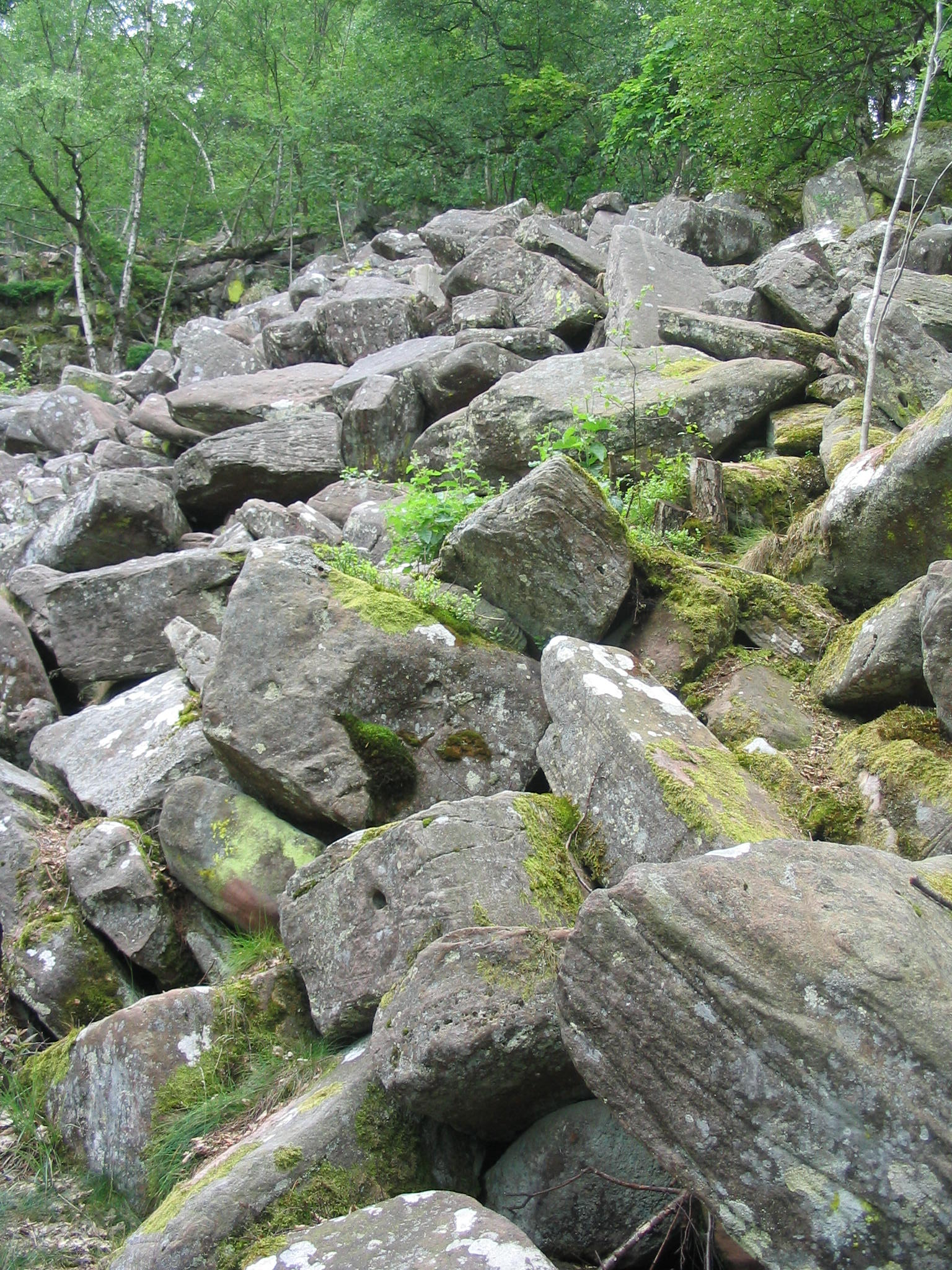
Felsenmeer am steilen Nordhang zwischen Königstuhl und Auerhahnenkopf bei Heidelberg

## Geotouren
- Geopark-Lehrpfad Bergbaulandschaft Reichelsheim (u. a. Tongrube Vierstöck bei Rohrbach)[23]
- Geopark Lehrpfad: Erz und schwerer Spat (u. a. Sandsteinbruch Spreng)[24][25]
- Geopark-Pfad Landschaft im Wandel bei Michelstadt (u. a. Muschelkalk-Aufschluss mit Fossilien, Bergbauspuren)[26]
- Geopark-Pfad Der Kulturhistorische Wanderweg Steinbach (u. a. Tongrube; Hammerensemble, Eisenverhüttung, Bergbau in Steinbach)[26]
- Geopark-Pfad Der Amorbacher Sandstein-Weg[27]
- Geopark-Pfad Feuer und Wasser in Mömlingen[28]
- Geopfad Naturerlebnis Schreckberg (Mosbach)[29]
- Geopark-Pfad Rothenberg[30]
- Geologischer Lehrpfad Weg der Kristalle (Entstehungsgeschichte des Katzenbuckels)[31]

## Kletterwände
- Silberwald am Burzelberg nördlich von Frau-Nauses und östlich von Wiebelsbach[32]
- Östlich von Heubach im Pferdsbachtal[33]
- Hainstadt (Mümlingtal)[34]
- Stiefelhütte östlich von Unter-Abtsteinach[35]
- Ziegelhausen östlich Heidelbergs[36][37][38]
- Riesenstein am Gaisberg-Hang südlich Heidelbergs[39][40]

## Karten

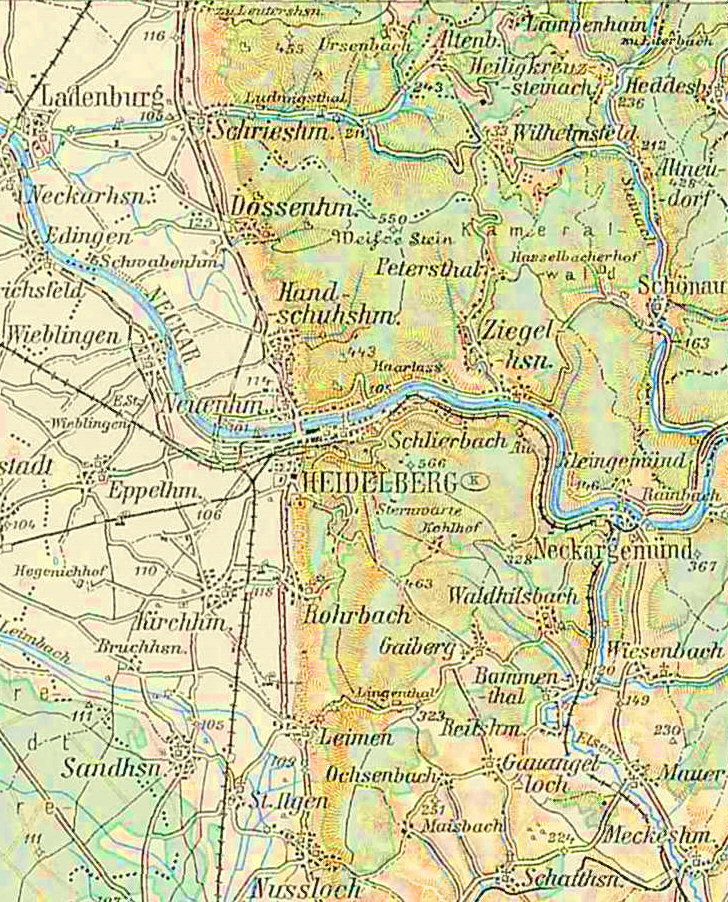
(1a) Westliche und nordwestliche Grenze des Buntsandsteins: nördlich Leimens - Heidelberg - Handschuhsheim - Heiligkreuzsteinach - Steinachtal nach Norden. (2c) Übergangszone zum südlichen Muschelkalkgebiet: längs der Linie Rohrbach -  Neckargemünd - Schönbrunn - Schwarzach -  Aglasterhausen. Weitere kartographische Darstellungen und Luftaufnahmen der Region:
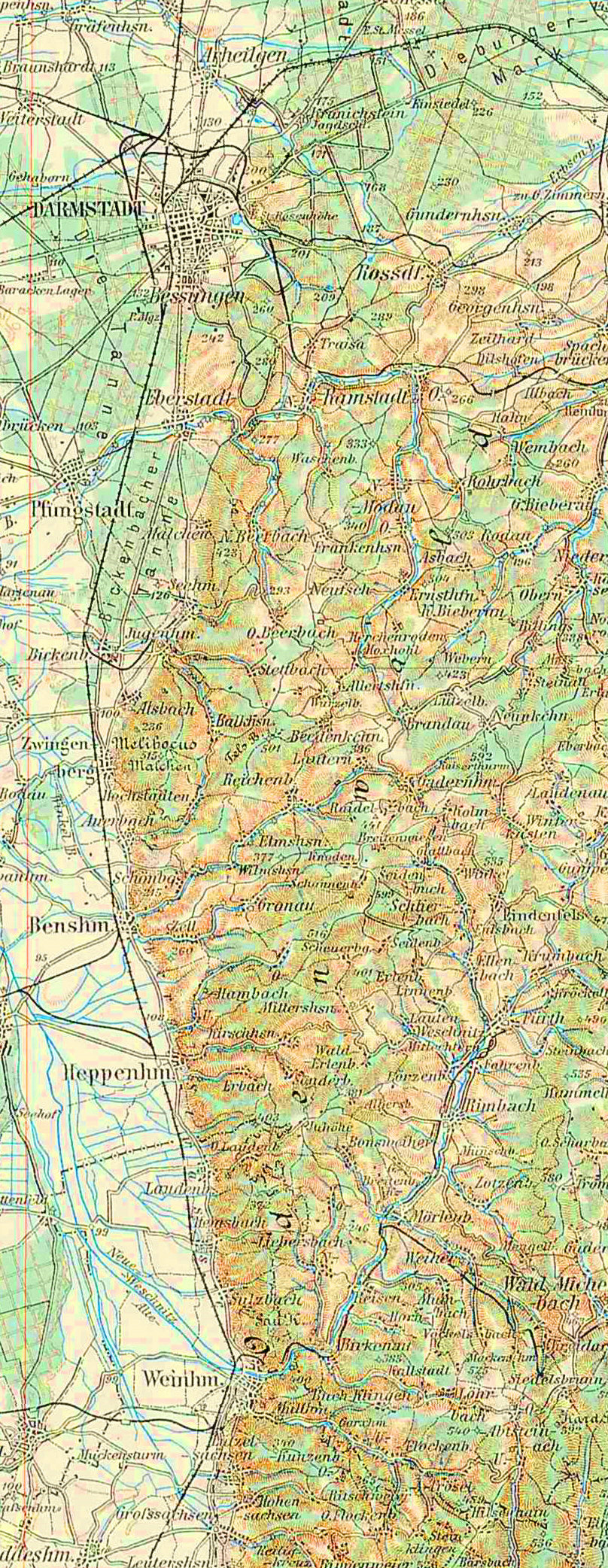
(1b) Nördliche Fortsetzung der Buntsandstein-Stufe: östlich Unter-Abtsteinachs - Siedelsbrunn - Wald-Michelbach, östlich des Ulfenbachtals nach Norden. Weitere kartographische Darstellungen und Luftaufnahmen der Region:
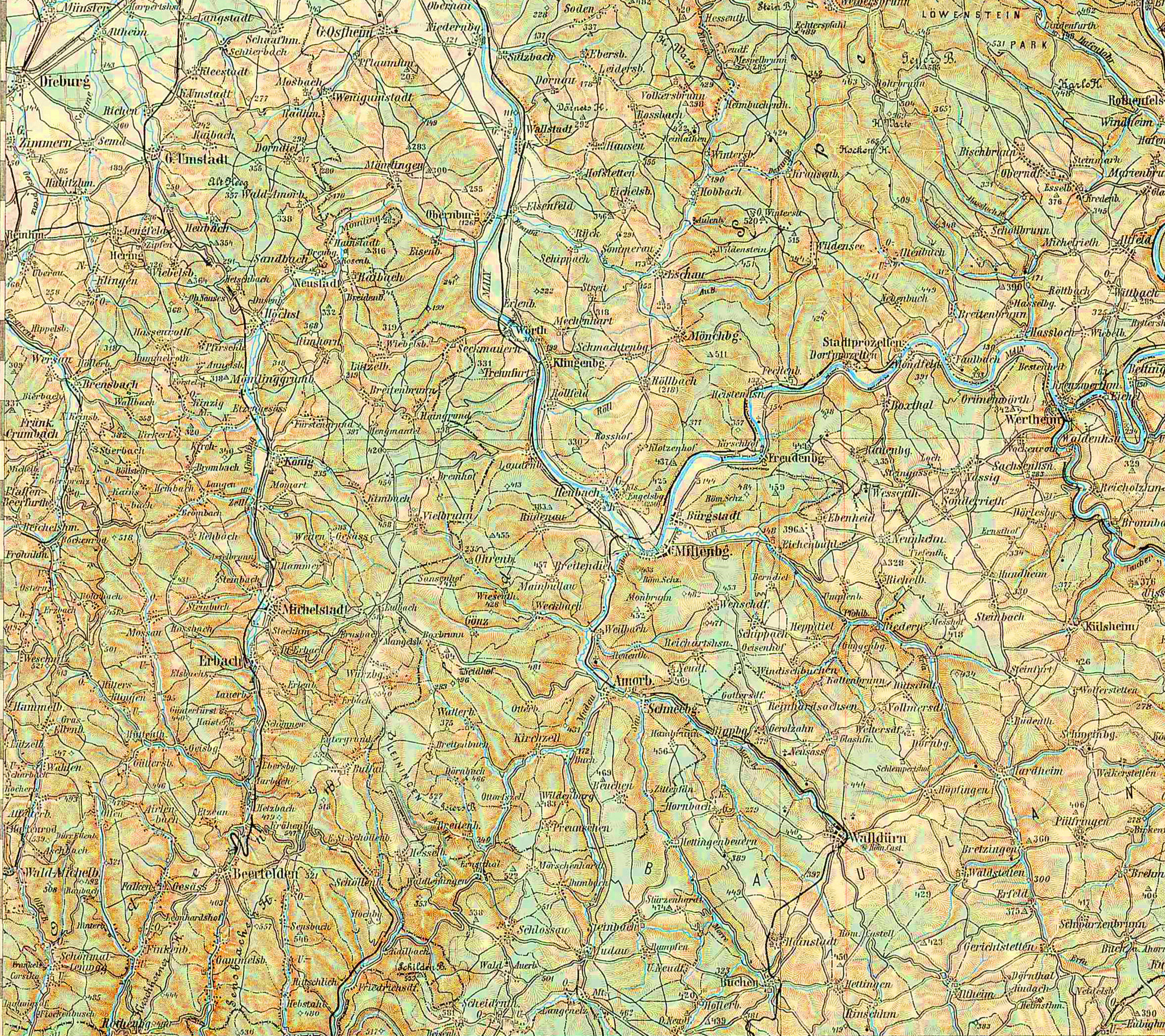
(1c) Nördliche Fortsetzung der Buntsandstein-Stufe: östlich des Ulfenbachtals (Wald-Michelbach - Aschbach - Wahlen - Gras-Ellenbach) - östlich Rohrbachs - westlich Kirch-Brombachs - Kinzig - Hummetroth - Bogen nördlich des Mümlingtals zum Spessart. (2a) Übergangszone zum östlichen bzw. südöstlichen Muschelkalkgebiet entlang der südlich-südwestlichen Linie Wertheim – Külsheim – Walldürn – Buchen. Weitere kartographische Darstellungen und Luftaufnahmen der Region:
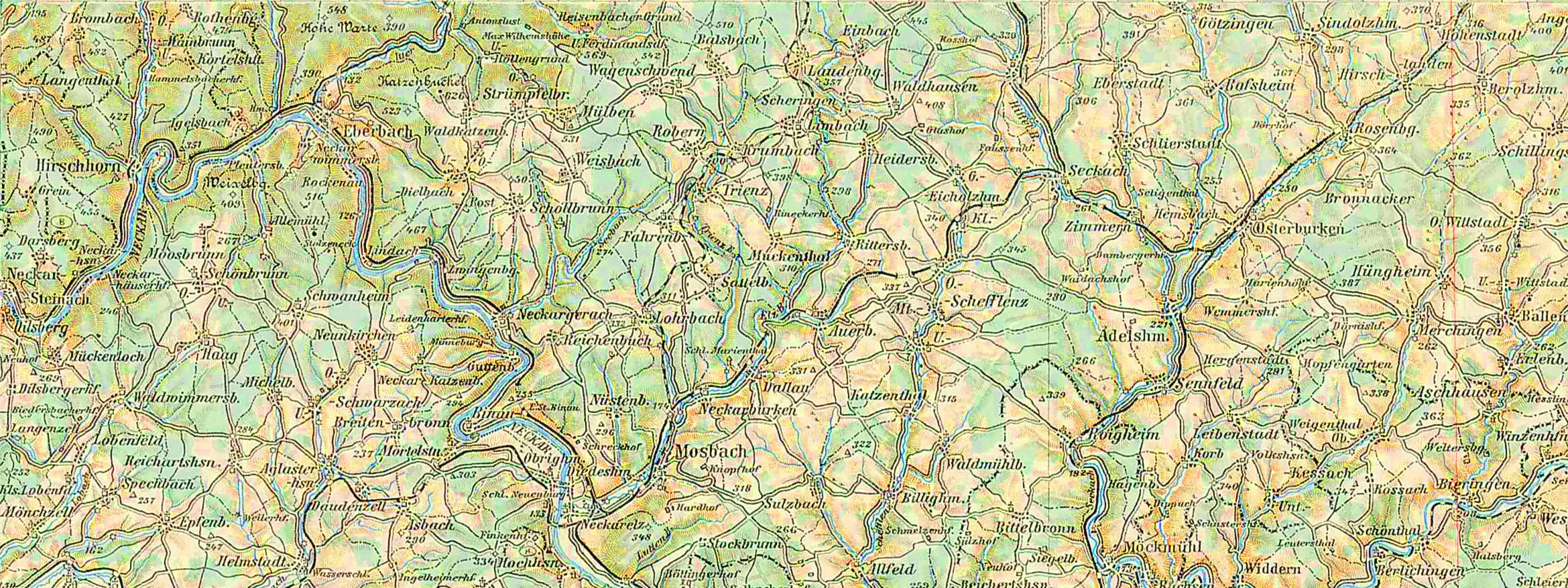
(2b) Südwestliche Fortsetzung der Übergangszone zum Muschelkalkgebiet: Eberstadt - Neckar westlich von Mosbach - Gebiet des Kleinen Odenwaldes südlich des Neckars längs der Linie Aglasterhausen – Schwarzach – Schönbrunn – Neckargemünd – Rohrbach (s. 2c). Weitere kartographische Darstellungen und Luftaufnahmen der Region: